# Liga Nacional Superior de Voleibol Femenino 2023-24
La Liga Nacional Superior de Voleibol Femenino 2023-24 fue la vigésima segunda del torneo, y contó con doce equipos profesionales por segunda temporada consecutiva. La organización, control y desarrollo de la LNSV estuvieron a cargo de la Federación Peruana de Voleibol (FPV). El campeón Alianza Lima clasificó al Campeonato Sudamericano de Clubes de Voleibol Femenino 2025, que se jugó en marzo de 2025 en Belo Horizonte, Brasil. En dicho torneo, las blanquiazules lograron el subcampeonato y clasificaron por primera vez a un equipo peruano al Campeonato Mundial de Clubes de la FIVB. 
La XXII edición de la LNSV tuvo a la empresa de apuestas deportivas Apuesta Total como patrocinador principal, por lo que el torneo se llamó comercialmente "Liga Nacional Superior de Voleibol Apuesta Total". El patrocinio de esta empresa durará hasta la temporada 2024-2025. En cuanto a la difusión televisiva, Movistar Deportes fue el canal que transmitió los partidos.
Entre los principales atractivos de esa temporada estaban: la nueva posibilidad de que Regatas Lima consiguiera el primer tetracampeonato en la historia de la LNSV (la primera ocasión fue en 2007-2008, cuando las chorrillanas perdieron su "tetra" ante Géminis de Comas), y el regreso del duelo entre Alianza Lima y Universitario, los clubes deportivos más importantes y populares del Perú. Como se sabe, el cuadro crema volvió a la LNSV tras doce años de ausencia, la cual comenzó con la lamentable descalificación de las merengues en febrero de 2011.
La temporada culminó con el cuarto título nacional de Alianza Lima (el primero en la LNSV), tras vencer a Universitario en cuartos de final, al tricampeón Regatas Lima en semifinales y al favorito San Martín en la gran final. Después de 31 años sin poder lograr el campeonato, las blanquiazules triunfaron por 3-1 en el extra game contra la USMP y acabaron con la mala racha. Además, la opuesta francesa Maëva Orlé fue nombrada MVP de la LNSV 2023-2024, destacando por sus 456 puntos (51 de bloqueo) y 22 aces.

## Equipos participantes
El 14 de marzo de 2023, tras culminar la Primera Etapa de la Liga Nacional Superior de Voleibol Femenino 2022-23, los ocho (8) mejores equipos de la competencia confirmaron su participación en la temporada 2023-24: Regatas Lima, Alianza Lima, Universidad San Martin de Porres, Deportivo Wanka (ex Jaamsa), Géminis, Rebaza Acosta, Olva Latino (ex Latino Amisa) y Circolo Sportivo Italiano. 
Luego, el 25 de marzo de 2023, al terminar la Serie C por la Permanencia, dos (2) equipos más confirmaron que jugarán la LNSV 2023-24: Túpac Amaru y Deportivo Soan. Al día siguiente, Universitario de Deportes campeonó en la Liga Nacional Intermedia de Voleibol Femenino 2023, volviendo a la LNSV después de doce años de ausencia.  
El último cupo para jugar la LNSV 2023-24 se definió en la Revalidación 2023 que jugaron Deportivo Alianza, que terminó penúltimo de la Serie C de la LNSV, y Molivoleibol, que acabó como subcampeón de la LNIV 2023. Deportivo ganó 3-2 (21-25, 28-26, 25-21, 19-25, 15-13) y se mantuvo una temporada más en la LNSV. La revalidación se jugó a partido único, debido a que ambas escuadras eran de la ciudad de Lima, el domingo 2 de abril desde las 4 p. m. en el coliseo del Circolo Sportivo Italiano. 
| Equipos participantes de la LNSV 2023-2024 | Equipos participantes de la LNSV 2023-2024 | Equipos participantes de la LNSV 2023-2024 | Equipos participantes de la LNSV 2023-2024 | Equipos participantes de la LNSV 2023-2024 | Equipos participantes de la LNSV 2023-2024 | Equipos participantes de la LNSV 2023-2024 | Equipos participantes de la LNSV 2023-2024                                      | Equipos participantes de la LNSV 2023-2024 |
| N.º                                        | Clubes                                     | Títulos                                    | LNSV                                       | Disunvol                                   | Torneo Reciente                            | Ciudades                                   | Entrenadores                                                                    | Capitanas                                  |
| ------------------------------------------ | ------------------------------------------ | ------------------------------------------ | ------------------------------------------ | ------------------------------------------ | ------------------------------------------ | ------------------------------------------ | ------------------------------------------------------------------------------- | ------------------------------------------ |
| 1                                          | Regatas Lima                               | 9                                          | 8                                          | 1                                          | Campeón LNSV 2022-2023                     | Lima                                       | Horacio Bastit                                                                  | Karla Ortiz                                |
| 2                                          | USMP                                       | 5                                          | 5                                          | 0                                          | Tercero LNSV 2022-2023                     | Lima                                       | Vinícius Gamino                                                                 | Alexandra Machado                          |
| 3                                          | Alianza Lima                               | 3                                          | 0                                          | 3                                          | Subcampeón LNSV 2022-2023                  | Lima                                       | Rafael Petry                                                                    | Esmeralda Sánchez                          |
| 4                                          | Géminis                                    | 3                                          | 3                                          | 0                                          | Sétimo LNSV 2022-2023                      | Lima                                       | Martín Escudero                                                                 | Andrea Sandoval                            |
| 5                                          | CS Italiano                                | 2                                          | 2                                          | 0                                          | Sexto LNSV 2022-2023                       | Lima                                       | Walter Lung                                                                     | Cristina Cuba                              |
| 6                                          | Deportivo Wanka                            | 0                                          | 0                                          | 0                                          | Cuarto LNSV 2022-2023                      | Lima                                       | Martín Rodríguez                                                                | Grecia Herrada                             |
| 7                                          | Rebaza Acosta                              | 0                                          | 0                                          | 0                                          | Quinto LNSV 2022-2023                      | Callao                                     | Juan Carlos Gala (primera etapa) y Heinz Garro(desde la segunda etapa)          | Zaira Manzo                                |
| 8                                          | Olva Latino                                | 0                                          | 0                                          | 0                                          | Octavo LNSV 2022-2023                      | Lima                                       | Byung-Tae Seo                                                                   | Daniela Uribe                              |
| 9                                          | ACD Túpac Amaru                            | 0                                          | 0                                          | 0                                          | Noveno LNSV 2022-2023                      | Lima                                       | José Castillo                                                                   | Katherine Velasco                          |
| 10                                         | Deportivo Soan                             | 0                                          | 0                                          | 0                                          | Décimo LNSV 2022-2023                      | Lima                                       | Carlos Rivero (primera y segunda etapas) y Arturo Loja (desde cuartos de final) | Alexandra Carrasco                         |
| 11                                         | Deportivo Alianza                          | 0                                          | 0                                          | 0                                          | Undécimo LNSV 2022-2023                    | Lima                                       | Manuel González (fechas 1-6) y César Acosta (desde fecha 7)                     | Iberia Chourio                             |
| 12                                         | Universitario                              | 0                                          | 0                                          | 0                                          | Campeón LNIV 2023                          | Lima                                       | César Arrese                                                                    | C. Gómez, Viviane Goes y H. Gronerth       |

### Relevos de la temporada
|   | Descendió a la LNIV 2024 |
| - | ------------------------ |
| 1 | Sumak Selva              |

|   | Ascendió a la LNSV 2023-2024 |
| - | ---------------------------- |
| 1 | Universitario                |

## Jugadoras y comandos técnicos

### Jugadoras extranjeras
| Jugadoras extranjeras de la LNSV 2023-2024 | Jugadoras extranjeras de la LNSV 2023-2024 | Jugadoras extranjeras de la LNSV 2023-2024 | Jugadoras extranjeras de la LNSV 2023-2024 | Jugadoras extranjeras de la LNSV 2023-2024 | Jugadoras extranjeras de la LNSV 2023-2024 | Jugadoras extranjeras de la LNSV 2023-2024 | Jugadoras extranjeras de la LNSV 2023-2024 | Jugadoras extranjeras de la LNSV 2023-2024 |
| N.º                                        | Clubes                                     | Extranjera 1                               | Extranjera 2                               | Extranjera 3                               | Extranjera 4                               | Extranjera 5                               | Extranjera 6                               | Extranjera 7                               |
| ------------------------------------------ | ------------------------------------------ | ------------------------------------------ | ------------------------------------------ | ------------------------------------------ | ------------------------------------------ | ------------------------------------------ | ------------------------------------------ | ------------------------------------------ |
| 1                                          | Regatas Lima                               | Florencia Giglio                           | Karen Morales                              | Kaylee Oscarson                            | Shaney Lipscomb                            |                                            |                                            |                                            |
| 2                                          | USMP                                       | Eliana Pérez                               | Simone Scherer                             | Fernanda Tomé                              | Maynara Rossi                              |                                            |                                            |                                            |
| 3                                          | Alianza Lima                               | Marina Scherer                             | Maëva Orlé                                 | Sarah Cruz                                 | Abigail Kanakry                            | Mariana Brambilla                          |                                            |                                            |
| 4                                          | Géminis                                    | Florangel Terrero                          | Alondra Tapia                              | Lisvel Eve                                 |                                            |                                            |                                            |                                            |
| 5                                          | CS Italiano                                | Darlevis Mosquera                          | Mariana Capovilla                          | Valentina Gaviria                          |                                            |                                            |                                            |                                            |
| 6                                          | Deportivo Wanka                            | Ednéia Anjos                               | Paula Salinas                              | Gabriella Weber                            | Melissa Matias                             |                                            |                                            |                                            |
| 7                                          | Rebaza Acosta                              | Melissa Rangel                             | Rupia Inck                                 | Milagros Hernández                         |                                            |                                            |                                            |                                            |
| 8                                          | Olva Latino                                | Ayumi Nakamura                             | Leticia Fernandes                          | Kaylon Cruickshank                         |                                            |                                            |                                            |                                            |
| 9                                          | ACD Túpac Amaru                            | Camila Mendoza                             | Gabriela Badilla                           | Estefanía López                            | Isabella Vallebuona                        | Heidys Mendoza                             | Emelys Martínez                            | Marlen Siri                                |
| 10                                         | Deportivo Soan                             | Julibeth Payano                            | Jessica Soares                             | Kortlyn Henderson                          | Cara Lewis                                 | Alexa Rang                                 |                                            |                                            |
| 11                                         | Deportivo Alianza                          | Iberia Chourio                             | Sharlin Bidean                             | Jasmín Blanco                              | Mickaela Machado                           |                                            |                                            |                                            |
| 12                                         | Universitario                              | Viviane Goes                               | Gabriela Oliveira                          | Elis Bento                                 |                                            |                                            |                                            |                                            |

## Primera etapa
Esta etapa consiste en una sola ronda de todos contra todos. Tras terminar las once fechas, los ocho mejores equipos clasificarán a un octogonal para definir los cuartos de final por el título nacional; mientras que los cuatro últimos disputarán un cuadrangular por la permanencia, que definirá qué equipo jugará la Revalidación contra el subcampeón de la LNIV 2024 y qué club descenderá directo a la LNIV 2025. 
En comparación con las anteriores ediciones, esta temporada la primera etapa de la LNSV otorgará bonificaciones a los mejores equipos. Los que logren el primer y segundo puesto, obtendrán una bonificación de 2 puntos y 1 punto, respectivamente, para la siguiente ronda.
Clasificación
Cada triunfo por 3-0 y por 3-1 otorga 3 puntos al equipo ganador y cada triunfo por 3-2 otorga 2 puntos al equipo ganador y 1 punto al equipo perdedor. Si hay empate en puntos, se desempata teniendo en cuenta la cantidad de partidos ganados. Si el empate persiste, el ratio de sets. Si el empate continúa, el ratio de puntos.
- Octogonal.        Permanencia.
- Última actualización: 4 de febrero de 2024.

| Clasificación de la primera etapa | Clasificación de la primera etapa | Clasificación de la primera etapa | Clasificación de la primera etapa | Clasificación de la primera etapa | Clasificación de la primera etapa | Clasificación de la primera etapa | Clasificación de la primera etapa | Clasificación de la primera etapa | Clasificación de la primera etapa | Clasificación de la primera etapa | Clasificación de la primera etapa | Clasificación de la primera etapa | Clasificación de la primera etapa | Clasificación de la primera etapa | Clasificación de la primera etapa | Clasificación de la primera etapa | Clasificación de la primera etapa | Clasificación de la primera etapa |
| Pos.                              | Equipos                           | Puntajes                          | Partidos                          | Partidos                          | Partidos                          | Resultados                        | Resultados                        | Resultados                        | Resultados                        | Resultados                        | Resultados                        | Sets                              | Sets                              | Sets                              | Puntos                            | Puntos                            | Puntos                            | Detalle                           |
| Pos.                              | Equipos                           | Puntajes                          | PJ                                | PG                                | PP                                | 3-0                               | 3-1                               | 3-2                               | 2-3                               | 1-3                               | 0-3                               | SG                                | SP                                | Ratio                             | PG                                | PP                                | Ratio                             | Detalle                           |
| --------------------------------- | --------------------------------- | --------------------------------- | --------------------------------- | --------------------------------- | --------------------------------- | --------------------------------- | --------------------------------- | --------------------------------- | --------------------------------- | --------------------------------- | --------------------------------- | --------------------------------- | --------------------------------- | --------------------------------- | --------------------------------- | --------------------------------- | --------------------------------- | --------------------------------- |
| 1°                                | USMP                              | 32                                | 11                                | 11                                |                                   | 9                                 | 1                                 | 1                                 |                                   |                                   |                                   | 33                                | 3                                 | 11.00                             | 878                               | 633                               | 1.387                             | +2 en el octogonal                |
| 2°                                | Alianza Lima                      | 30                                | 11                                | 10                                | 1                                 | 6                                 | 3                                 | 1                                 | 1                                 |                                   |                                   | 32                                | 8                                 | 4.000                             | 947                               | 714                               | 1,326                             | +1 en el octogonal                |
| 3°                                | Regatas Lima                      | 27                                | 11                                | 9                                 | 2                                 | 6                                 | 2                                 | 1                                 | 1                                 |                                   | 1                                 | 29                                | 10                                | 2.900                             | 915                               | 753                               | 1.215                             | Octogonal                         |
| 4°                                | Géminis                           | 21                                | 11                                | 7                                 | 4                                 | 4                                 | 1                                 | 2                                 | 2                                 | 2                                 |                                   | 27                                | 17                                | 1.588                             | 958                               | 901                               | 1.063                             | Octogonal                         |
| 5°                                | Universitario                     | 18                                | 11                                | 6                                 | 5                                 | 3                                 | 2                                 | 1                                 | 1                                 | 2                                 | 2                                 | 22                                | 19                                | 1.158                             | 891                               | 864                               | 1.031                             | Octogonal                         |
| 6°                                | Rebaza Acosta                     | 17                                | 11                                | 6                                 | 5                                 | 4                                 | 1                                 | 1                                 |                                   | 1                                 | 4                                 | 19                                | 18                                | 1.056                             | 827                               | 754                               | 1.097                             | Octogonal                         |
| 7°                                | CS Italiano                       | 15                                | 11                                | 5                                 | 6                                 | 4                                 |                                   | 1                                 | 1                                 | 3                                 | 2                                 | 20                                | 20                                | 1.000                             | 848                               | 857                               | 0.990                             | Octogonal                         |
| 8°                                | Deportivo Soan                    | 15                                | 11                                | 4                                 | 7                                 | 2                                 | 2                                 |                                   | 3                                 | 1                                 | 3                                 | 19                                | 23                                | 0.826                             | 880                               | 889                               | 0.990                             | Octogonal                         |
| 9°                                | Olva Latino                       | 11                                | 11                                | 4                                 | 7                                 | 2                                 |                                   | 2                                 | 1                                 |                                   | 6                                 | 14                                | 25                                | 0.560                             | 766                               | 873                               | 0.877                             | Cuadrangular por la permanencia   |
| 10°                               | Deportivo Wanka                   | 7                                 | 11                                | 3                                 | 8                                 |                                   | 1                                 | 2                                 |                                   | 1                                 | 7                                 | 10                                | 29                                | 0,345                             | 763                               | 903                               | 0.845                             | Cuadrangular por la permanencia   |
| 11°                               | ACD Túpac Amaru                   | 4                                 | 11                                | 1                                 | 10                                | 1                                 |                                   |                                   | 1                                 | 3                                 | 6                                 | 8                                 | 30                                | 0.267                             | 670                               | 894                               | 0.749                             | Cuadrangular por la permanencia   |
| 12°                               | Deportivo Alianza                 | 1                                 | 11                                |                                   | 11                                |                                   |                                   |                                   | 1                                 |                                   | 10                                | 2                                 | 33                                | 0.061                             | 546                               | 854                               | 0.639                             | Cuadrangular por la permanencia   |

Evolución de posiciones
- Octogonal.        Permanencia.

- Última actualización: 4 de febrero de 2024.

| Evolución de posiciones en la primera etapa | Evolución de posiciones en la primera etapa | Evolución de posiciones en la primera etapa | Evolución de posiciones en la primera etapa | Evolución de posiciones en la primera etapa | Evolución de posiciones en la primera etapa | Evolución de posiciones en la primera etapa | Evolución de posiciones en la primera etapa | Evolución de posiciones en la primera etapa | Evolución de posiciones en la primera etapa | Evolución de posiciones en la primera etapa | Evolución de posiciones en la primera etapa | Evolución de posiciones en la primera etapa |
| Pos.                                        | Equipo                                      | Fecha 1                                     | Fecha 2                                     | Fecha 3                                     | Fecha 4                                     | Fecha 5                                     | Fecha 6                                     | Fecha 7                                     | Fecha 8                                     | Fecha 9                                     | Fecha 10                                    | Fecha 11                                    |
| ------------------------------------------- | ------------------------------------------- | ------------------------------------------- | ------------------------------------------- | ------------------------------------------- | ------------------------------------------- | ------------------------------------------- | ------------------------------------------- | ------------------------------------------- | ------------------------------------------- | ------------------------------------------- | ------------------------------------------- | ------------------------------------------- |
| 1°                                          | USMP                                        | 2°                                          | 2°                                          | 1°                                          | 1°                                          | 2°                                          | 1°                                          | 1°                                          | 1°                                          | 1°                                          | 1°                                          | 1°                                          |
| 2°                                          | Alianza Lima                                | 1°                                          | 1°                                          | 4°                                          | 2°                                          | 3°                                          | 3°                                          | 3°                                          | 3°                                          | 3°                                          | 2°                                          | 2°                                          |
| 3°                                          | Regatas Lima                                | 4°                                          | 4°                                          | 2°                                          | 3°                                          | 1°                                          | 2°                                          | 2°                                          | 2°                                          | 2°                                          | 3°                                          | 3°                                          |
| 4°                                          | Géminis                                     | 6°                                          | 5°                                          | 5°                                          | 5°                                          | 5°                                          | 5°                                          | 5°                                          | 6°                                          | 5°                                          | 4°                                          | 4°                                          |
| 5°                                          | Universitario                               | 9°                                          | 9°                                          | 9°                                          | 6°                                          | 6°                                          | 6°                                          | 6°                                          | 5°                                          | 6°                                          | 5°                                          | 5°                                          |
| 6°                                          | Rebaza Acosta                               | 3°                                          | 3°                                          | 3°                                          | 4°                                          | 4°                                          | 4°                                          | 4°                                          | 4°                                          | 4°                                          | 6°                                          | 6°                                          |
| 7°                                          | CS Italiano                                 | 7°                                          | 8°                                          | 10°                                         | 11°                                         | 8°                                          | 7°                                          | 7°                                          | 7°                                          | 8°                                          | 7°                                          | 7°                                          |
| 8°                                          | Deportivo Soan                              | 11°                                         | 7°                                          | 8°                                          | 7°                                          | 7°                                          | 8°                                          | 8°                                          | 8°                                          | 7°                                          | 8°                                          | 8°                                          |
| 9°                                          | Olva Latino                                 | 10°                                         | 11°                                         | 11°                                         | 9°                                          | 10°                                         | 11°                                         | 9°                                          | 9°                                          | 9°                                          | 9°                                          | 9°                                          |
| 10°                                         | Deportivo Wanka                             | 5°                                          | 6°                                          | 7°                                          | 10°                                         | 11°                                         | 9°                                          | 10°                                         | 10°                                         | 10°                                         | 10°                                         | 10°                                         |
| 11°                                         | ACD Túpac Amaru                             | 8°                                          | 10°                                         | 6°                                          | 8°                                          | 9°                                          | 10°                                         | 11°                                         | 11°                                         | 11°                                         | 11°                                         | 11°                                         |
| 12°                                         | Deportivo Alianza                           | 12°                                         | 12°                                         | 12°                                         | 12°                                         | 12°                                         | 12°                                         | 12°                                         | 12°                                         | 12°                                         | 12°                                         | 12°                                         |

Rachas de ganados/perdidos
- Partidos ganados.       Partidos perdidos.

- Última actualización: 4 de febrero de 2024.

| Rachas de ganados/perdidos en la primera etapa | Rachas de ganados/perdidos en la primera etapa | Rachas de ganados/perdidos en la primera etapa | Rachas de ganados/perdidos en la primera etapa | Rachas de ganados/perdidos en la primera etapa | Rachas de ganados/perdidos en la primera etapa | Rachas de ganados/perdidos en la primera etapa | Rachas de ganados/perdidos en la primera etapa | Rachas de ganados/perdidos en la primera etapa | Rachas de ganados/perdidos en la primera etapa | Rachas de ganados/perdidos en la primera etapa | Rachas de ganados/perdidos en la primera etapa | Rachas de ganados/perdidos en la primera etapa |
| Pos.                                           | Equipo                                         | Fecha 1                                        | Fecha 2                                        | Fecha 3                                        | Fecha 4                                        | Fecha 5                                        | Fecha 6                                        | Fecha 7                                        | Fecha 8                                        | Fecha 9                                        | Fecha 10                                       | Fecha 11                                       |
| ---------------------------------------------- | ---------------------------------------------- | ---------------------------------------------- | ---------------------------------------------- | ---------------------------------------------- | ---------------------------------------------- | ---------------------------------------------- | ---------------------------------------------- | ---------------------------------------------- | ---------------------------------------------- | ---------------------------------------------- | ---------------------------------------------- | ---------------------------------------------- |
| 1°                                             | USMP                                           | G                                              | G                                              | G                                              | G                                              | G                                              | G                                              | G                                              | G                                              | G                                              | G                                              | G                                              |
| 2°                                             | Alianza Lima                                   | G                                              | G                                              | G                                              | G                                              | P                                              | G                                              | G                                              | G                                              | G                                              | G                                              | G                                              |
| 3°                                             | Regatas Lima                                   | G                                              | G                                              | G                                              | G                                              | G                                              | G                                              | G                                              | G                                              | G                                              | P                                              | P                                              |
| 4°                                             | Géminis                                        | G                                              | G                                              | P                                              | G                                              | G                                              | P                                              | P                                              | P                                              | G                                              | G                                              | G                                              |
| 5°                                             | Universitario                                  | P                                              | P                                              | G                                              | G                                              | G                                              | P                                              | G                                              | G                                              | P                                              | G                                              | P                                              |
| 6°                                             | Rebaza Acosta                                  | G                                              | G                                              | G                                              | P                                              | G                                              | G                                              | G                                              | P                                              | P                                              | P                                              | P                                              |
| 7°                                             | CS Italiano                                    | P                                              | P                                              | P                                              | P                                              | G                                              | G                                              | P                                              | G                                              | P                                              | G                                              | G                                              |
| 8°                                             | Deportivo Soan                                 | P                                              | G                                              | P                                              | P                                              | P                                              | P                                              | P                                              | G                                              | G                                              | P                                              | G                                              |
| 9°                                             | Olva Latino                                    | P                                              | P                                              | P                                              | G                                              | P                                              | P                                              | G                                              | P                                              | G                                              | G                                              | P                                              |
| 10°                                            | Deportivo Wanka                                | G                                              | P                                              | P                                              | P                                              | P                                              | G                                              | P                                              | P                                              | P                                              | P                                              | G                                              |
| 11°                                            | ACD Túpac Amaru                                | P                                              | P                                              | G                                              | P                                              | P                                              | P                                              | P                                              | P                                              | P                                              | P                                              | P                                              |
| 12°                                            | Deportivo Alianza                              | P                                              | P                                              | P                                              | P                                              | P                                              | P                                              | P                                              | P                                              | P                                              | P                                              | P                                              |

Resultados
Los 66 partidos de la primera etapa se comenzaron a jugar el 17 de noviembre del 2023 y terminaron el 4 de febrero de 2024. A diferencia de la temporada anterior, el orden cronológico de las fechas se respetó por completo. Las MVP de cada partido son elegidas por la FPV y no por el canal que transmite los partidos. 
| Fecha 1 | Fecha 1         | Fecha 1 | Fecha 1          | Fecha 1         | Fecha 1 | Fecha 1           | Fecha 1 | Fecha 1 | Fecha 1 | Fecha 1 | Fecha 1 | Fecha 1 | Fecha 1  | Fecha 1        |
| N.°     | Fecha           | Hora    | Árbitros         | Equipo 1        | Res.    | Equipo 2          | Set 1   | Set 2   | Set 3   | Set 4   | Set 5   | Total   | Duración | MVP            |
| ------- | --------------- | ------- | ---------------- | --------------- | ------- | ----------------- | ------- | ------- | ------- | ------- | ------- | ------- | -------- | -------------- |
| 1       | 17 de noviembre | 15:00   | Jairo Castillón  | Deportivo Wanka | 3-1     | ACD Túpac Amaru   | 25-14   | 21-25   | 25-18   | 29-27   | x       | 100-84  | 1.58     | Grecia Herrada |
| 2       | 17 de noviembre | 17:30   | Juan Flores      | USMP            | 3-0     | Deportivo Soan    | 25-14   | 25-15   | 25-15   | x       | x       | 75-44   | 1.13     | Daniela Muñoz  |
| 3       | 18 de noviembre | 15:00   | José Vásquez     | Rebaza Acosta   | 3-0     | Olva Latino       | 25-16   | 25-17   | 25-15   | x       | x       | 75-48   | 1.16     | Keith Meneses  |
| 4       | 18 de noviembre | 17:30   | Herbert Gonzales | Regatas Lima    | 3-0     | Universitario     | 25-20   | 25-16   | 25-20   | x       | x       | 75-56   | 1.15     | Karla Ortiz    |
| 5       | 19 de noviembre | 15:00   | Julio Lluque     | CS Italiano     | 2-3     | Géminis           | 23-25   | 25-18   | 25-23   | 18-25   | 6-15    | 97-106  | 1.58     | Alondra Tapia  |
| 6       | 19 de noviembre | 17:30   | Herbert Gonzales | Alianza Lima    | 3-0     | Deportivo Alianza | 25-8    | 25-13   | 25-15   | x       | x       | 75-36   | 1.02     | Maëva Orlé     |

| Fecha 2 | Fecha 2         | Fecha 2 | Fecha 2        | Fecha 2         | Fecha 2 | Fecha 2           | Fecha 2 | Fecha 2 | Fecha 2 | Fecha 2 | Fecha 2 | Fecha 2 | Fecha 2  | Fecha 2            |
| N.°     | Fecha           | Hora    | Árbitros       | Equipo 1        | Res.    | Equipo 2          | Set 1   | Set 2   | Set 3   | Set 4   | Set 5   | Total   | Duración | MVP                |
| ------- | --------------- | ------- | -------------- | --------------- | ------- | ----------------- | ------- | ------- | ------- | ------- | ------- | ------- | -------- | ------------------ |
| 7       | 24 de noviembre | 15:00   | Juan Flores    | Rebaza Acosta   | 3-0     | CS Italiano       | 25-14   | 25-19   | 25-14   | x       | x       | 75-47   | 1.08     | Milagros Hernández |
| 8       | 24 de noviembre | 17:30   | Luis Huaylinos | Regatas Lima    | 3-0     | Deportivo Alianza | 25-10   | 25-15   | 25-16   | x       | x       | 75-41   | 1.03     | Kiara Montes       |
| 9       | 25 de noviembre | 15:00   | Luis Huaylinos | Deportivo Wanka | 0-3     | Géminis           | 22-25   | 22-25   | 12-25   | x       | x       | 56-75   | 1.10     | Claudia Palza      |
| 10      | 25 de noviembre | 17:30   | Julio Lluque   | Alianza Lima    | 3-0     | ACD Túpac Amaru   | 25-9    | 25-20   | 25-15   | x       | x       | 75-44   | 1.04     | Sarah Cruz         |
| 11      | 26 de noviembre | 15:00   | Julio Lluque   | USMP            | 3-0     | Olva Latino       | 25-17   | 25-18   | 25-10   | x       | x       | 75-45   | 1.07     | Fernanda Tomé      |
| 12      | 26 de noviembre | 17:30   | José Vásquez   | Universitario   | 1-3     | Deportivo Soan    | 25-18   | 18-25   | 14-25   | 16-25   | x       | 73-93   | 1.35     | Jessica Soares     |

| Fecha 3 | Fecha 3         | Fecha 3 | Fecha 3        | Fecha 3           | Fecha 3 | Fecha 3         | Fecha 3 | Fecha 3 | Fecha 3 | Fecha 3 | Fecha 3 | Fecha 3 | Fecha 3  | Fecha 3            |
| N.°     | Fecha           | Hora    | Árbitros       | Equipo 1          | Res.    | Equipo 2        | Set 1   | Set 2   | Set 3   | Set 4   | Set 5   | Total   | Duración | MVP                |
| ------- | --------------- | ------- | -------------- | ----------------- | ------- | --------------- | ------- | ------- | ------- | ------- | ------- | ------- | -------- | ------------------ |
| 13      | 28 de noviembre | 12:30   | Juan Flores    | Deportivo Alianza | 0-3     | ACD Túpac Amaru | 9-25    | 18-25   | 13-25   | x       | x       | 40-75   | 1.05     | Andrea Chumacero   |
| 14      | 28 de noviembre | 15:00   | José Vásquez   | Regatas Lima      | 3-0     | Deportivo Soan  | 25-20   | 25-13   | 25-14   | x       | x       | 75-47   | 1.14     | Karla Ortiz        |
| 15      | 28 de noviembre | 17:30   | Rocío Huarcaya | Alianza Lima      | 3-1     | Géminis         | 25-18   | 22-25   | 25-15   | 25-17   | x       | 97-75   | 1.43     | Clarivett Yllescas |
| 16      | 30 de noviembre | 12:30   | Rocío Huarcaya | Deportivo Wanka   | 0-3     | Rebaza Acosta   | 19-25   | 17-25   | 16-25   | x       | x       | 52-75   | 1.12     | Zaira Manzo        |
| 17      | 30 de noviembre | 15:00   | Juan Flores    | USMP              | 3-0     | CS Italiano     | 25-18   | 25-15   | 25-21   | x       | x       | 75-54   | 1.13     | Simone Scherer     |
| 18      | 30 de noviembre | 17:30   | José Vásquez   | Universitario     | 3-2     | Olva Latino     | 21-25   | 25-16   | 25-17   | 20-25   | 15-11   | 106-94  | 2.02     | Coraima Gómez      |

| Fecha 4 | Fecha 4        | Fecha 4 | Fecha 4        | Fecha 4           | Fecha 4 | Fecha 4         | Fecha 4 | Fecha 4 | Fecha 4 | Fecha 4 | Fecha 4 | Fecha 4 | Fecha 4  | Fecha 4           |
| N.°     | Fecha          | Hora    | Árbitros       | Equipo 1          | Res.    | Equipo 2        | Set 1   | Set 2   | Set 3   | Set 4   | Set 5   | Total   | Duración | MVP               |
| ------- | -------------- | ------- | -------------- | ----------------- | ------- | --------------- | ------- | ------- | ------- | ------- | ------- | ------- | -------- | ----------------- |
| 19      | 1 de diciembre | 12:30   | Rocío Huarcaya | Deportivo Alianza | 0-3     | Géminis         | 18-25   | 22-25   | 18-25   | x       | x       | 58-75   | 1.07     | María Rojas       |
| 20      | 1 de diciembre | 15:00   | José Vásquez   | Regatas Lima      | 3-1     | ACD Túpac Amaru | 25-17   | 25-27   | 25-16   | 25-16   | x       | 100-76  | 1.46     | Flavia Montes     |
| 21      | 2 de diciembre | 12:30   | Rocío Huarcaya | USMP              | 3-0     | Deportivo Wanka | 25-14   | 25-14   | 25-22   | x       | x       | 75-50   | 1.14     | Brenda Lobatón    |
| 22      | 2 de diciembre | 15:00   | Julio Lluque   | Universitario     | 3-1     | CS Italiano     | 25-22   | 23-25   | 25-23   | 25-16   | x       | 98-86   | 1.47     | Gabriela Oliveira |
| 23      | 3 de diciembre | 12:30   | Juan Flores    | Deportivo Soan    | 2-3     | Olva Latino     | 21-25   | 25-16   | 25-16   | 23-25   | 11-15   | 105-97  | 2.03     | Priscila Felipe   |
| 24      | 3 de diciembre | 15:00   | Julio Lluque   | Alianza Lima      | 3-0     | Rebaza Acosta   | 25-19   | 25-17   | 25-23   | x       | x       | 75-59   | 1.18     | Ysabella Sánchez  |

| Fecha 5 | Fecha 5         | Fecha 5 | Fecha 5        | Fecha 5           | Fecha 5 | Fecha 5         | Fecha 5 | Fecha 5 | Fecha 5 | Fecha 5 | Fecha 5 | Fecha 5 | Fecha 5  | Fecha 5           |
| N.°     | Fecha           | Hora    | Árbitros       | Equipo 1          | Res.    | Equipo 2        | Set 1   | Set 2   | Set 3   | Set 4   | Set 5   | Total   | Duración | MVP               |
| ------- | --------------- | ------- | -------------- | ----------------- | ------- | --------------- | ------- | ------- | ------- | ------- | ------- | ------- | -------- | ----------------- |
| 25      | 9 de diciembre  | 12:30   | Rocío Huarcaya | ACD Túpac Amaru   | 0-3     | Géminis         | 12-25   | 9-25    | 16-25   | x       | x       | 37-75   | 1.00     | María Rojas       |
| 26      | 9 de diciembre  | 15:00   | Claudia Vega   | Regatas Lima      | 3-0     | Olva Latino     | 25-19   | 25-22   | 25-17   | x       | x       | 75-58   | 1.21     | Alexandra Muñoz   |
| 27      | 9 de diciembre  | 17:30   | Julio Lluque   | Universitario     | 3-1     | Deportivo Wanka | 25-21   | 20-25   | 25-23   | 25-22   | x       | 95-91   | 1.54     | Gabriela Oliveira |
| 28      | 10 de diciembre | 12:30   | Juan Flores    | Deportivo Alianza | 0-3     | Rebaza Acosta   | 9-25    | 12-25   | 21-25   | x       | x       | 42-75   | 1.03     | Melissa Rangel    |
| 29      | 10 de diciembre | 15:00   | Julio Lluque   | Deportivo Soan    | 2-3     | CS Italiano     | 25-18   | 25-20   | 18-25   | 19-25   | 19-21   | 106-109 | 2.08     | Mariana Capovilla |
| 30      | 10 de diciembre | 17:30   | Rocío Huarcaya | Alianza Lima      | 2-3     | USMP            | 25-18   | 25-23   | 18-25   | 24-26   | 6-15    | 98-107  | 2.02     | Simone Scherer    |

| Fecha 6 | Fecha 6         | Fecha 6 | Fecha 6        | Fecha 6           | Fecha 6 | Fecha 6         | Fecha 6 | Fecha 6 | Fecha 6 | Fecha 6 | Fecha 6 | Fecha 6 | Fecha 6  | Fecha 6           |
| N.°     | Fecha           | Hora    | Árbitros       | Equipo 1          | Res.    | Equipo 2        | Set 1   | Set 2   | Set 3   | Set 4   | Set 5   | Total   | Duración | MVP               |
| ------- | --------------- | ------- | -------------- | ----------------- | ------- | --------------- | ------- | ------- | ------- | ------- | ------- | ------- | -------- | ----------------- |
| 31      | 15 de diciembre | 15:00   | José Vásquez   | Olva Latino       | 0-3     | CS Italiano     | 16-25   | 21-25   | 19-25   | x       | x       | 56-75   | 1.11     | Lesly Johansson   |
| 32      | 15 de diciembre | 17:30   | Karin Suárez   | Deportivo Alianza | 0-3     | USMP            | 8-25    | 13-25   | 18-25   | x       | x       | 39-75   | 1.01     | Shiamara Almeida  |
| 33      | 16 de diciembre | 12:30   | Juan Flores    | Deportivo Soan    | 2-3     | Deportivo Wanka | 25-22   | 25-13   | 16-25   | 22-25   | 12-15   | 100-100 | 2.03     | Grecia Herrada    |
| 34      | 16 de diciembre | 15:00   | Julio Lluque   | ACD Túpac Amaru   | 1-3     | Rebaza Acosta   | 16-25   | 17-25   | 25-16   | 15-25   | x       | 73-91   | 1.32     | Zaira Manzo       |
| 35      | 16 de diciembre | 17:30   | José Vásquez   | Regatas Lima      | 3-2     | Géminis         | 18-25   | 25-22   | 22-25   | 25-16   | 15-9    | 105-97  | 2.15     | Karla Ortiz       |
| 36      | 17 de diciembre | 15:30   | Rocío Huarcaya | Universitario     | 1-3     | Alianza Lima    | 14-25   | 25-22   | 14-25   | 21-25   | x       | 74-97   | 1.37     | Esmeralda Sánchez |

| Fecha 7 | Fecha 7    | Fecha 7 | Fecha 7          | Fecha 7           | Fecha 7 | Fecha 7         | Fecha 7 | Fecha 7 | Fecha 7 | Fecha 7 | Fecha 7 | Fecha 7 | Fecha 7  | Fecha 7        |
| N.°     | Fecha      | Hora    | Árbitros         | Equipo 1          | Res.    | Equipo 2        | Set 1   | Set 2   | Set 3   | Set 4   | Set 5   | Total   | Duración | MVP            |
| ------- | ---------- | ------- | ---------------- | ----------------- | ------- | --------------- | ------- | ------- | ------- | ------- | ------- | ------- | -------- | -------------- |
| 37      | 5 de enero | 15:00   | Luis Huaylinos   | ACD Túpac Amaru   | 0-3     | USMP            | 15-25   | 13-25   | 17-25   | x       | x       | 45-75   | 1.10     | Eliana Pérez   |
| 38      | 5 de enero | 17:30   | Consuelo Fuentes | Regatas Lima      | 3-1     | CS Italiano     | 25-17   | 27-29   | 25-19   | 25-14   | x       | 102-79  | 1.45     | Flavia Montes  |
| 39      | 6 de enero | 15:00   | Julio Lluque     | Deportivo Alianza | 0-3     | Universitario   | 14-25   | 10-25   | 12-25   | x       | x       | 36-75   | 1.01     | Viviane Goes   |
| 40      | 6 de enero | 17:30   | José Vásquez     | Géminis           | 2-3     | Rebaza Acosta   | 25-22   | 27-25   | 19-25   | 16-25   | 10-15   | 97-112  | 2.09     | Rupia Inck     |
| 41      | 7 de enero | 15:00   | Consuelo Fuentes | Olva Latino       | 3-0     | Deportivo Wanka | 27-25   | 25-16   | 25-19   | x       | x       | 77-60   | 1.17     | Ayumi Nakamura |
| 42      | 7 de enero | 17:30   | Luis Huaylinos   | Deportivo Soan    | 0-3     | Alianza Lima    | 19-25   | 24-26   | 13-25   | x       | x       | 56-76   | 1.15     | Maëva Orlé     |

| Fecha 8 | Fecha 8     | Fecha 8 | Fecha 8        | Fecha 8         | Fecha 8 | Fecha 8           | Fecha 8 | Fecha 8 | Fecha 8 | Fecha 8 | Fecha 8 | Fecha 8 | Fecha 8  | Fecha 8            |
| N.°     | Fecha       | Hora    | Árbitros       | Equipo 1        | Res.    | Equipo 2          | Set 1   | Set 2   | Set 3   | Set 4   | Set 5   | Total   | Duración | MVP                |
| ------- | ----------- | ------- | -------------- | --------------- | ------- | ----------------- | ------- | ------- | ------- | ------- | ------- | ------- | -------- | ------------------ |
| 43      | 12 de enero | 15:00   | Juan Flores    | Deportivo Soan  | 3-0     | Deportivo Alianza | 25-19   | 25-18   | 25-21   | x       | x       | 75-58   | 1.14     | Julibeth Payano    |
| 44      | 12 de enero | 17:30   | José Vásquez   | CS Italiano     | 3-0     | Deportivo Wanka   | 25-14   | 25-17   | 25-17   | x       | x       | 75-48   | 1.08     | Darlevis Mosquera  |
| 45      | 13 de enero | 15:00   | Luis Huaylinos | ACD Túpac Amaru | 0-3     | Universitario     | 18-25   | 18-25   | 7-25    | x       | x       | 43-75   | 1.04     | Maria Rodríguez    |
| 46      | 13 de enero | 17:30   | Miguel Ballena | Regatas Lima    | 3-0     | Rebaza Acosta     | 25-20   | 25-23   | 25-17   | x       | x       | 75-60   | 1.21     | Miriam Patiño      |
| 47      | 14 de enero | 15:00   | Miguel Ballena | Olva Latino     | 0-3     | Alianza Lima      | 11-25   | 16-25   | 23-25   | x       | x       | 50-75   | 1.15     | Clarivett Yllescas |
| 48      | 14 de enero | 17:30   | Luis Huaylinos | Géminis         | 1-3     | USMP              | 23-25   | 25-21   | 20-25   | 13-25   | x       | 81-96   | 1.42     | Eliana Pérez       |

| Fecha 9 | Fecha 9     | Fecha 9 | Fecha 9        | Fecha 9         | Fecha 9 | Fecha 9           | Fecha 9 | Fecha 9 | Fecha 9 | Fecha 9 | Fecha 9 | Fecha 9 | Fecha 9  | Fecha 9             |
| N.°     | Fecha       | Hora    | Árbitros       | Equipo 1        | Res.    | Equipo 2          | Set 1   | Set 2   | Set 3   | Set 4   | Set 5   | Total   | Duración | MVP                 |
| ------- | ----------- | ------- | -------------- | --------------- | ------- | ----------------- | ------- | ------- | ------- | ------- | ------- | ------- | -------- | ------------------- |
| 49      | 19 de enero | 15:00   | Karin Suárez   | ACD Túpac Amaru | 0-3     | Deportivo Soan    | 13-25   | 10-25   | 23-25   | x       | x       | 46-75   | 1.14     | Camila Pérez        |
| 50      | 19 de enero | 17:30   | Julio Lluque   | Regatas Lima    | 3-0     | Deportivo Wanka   | 25-19   | 25-15   | 25-23   | x       | x       | 75-57   | 1.12     | Florencia Giglio    |
| 51      | 20 de enero | 15:00   | Jorge Nazario  | Olva Latino     | 3-0     | Deportivo Alianza | 25-11   | 25-23   | 25-12   | x       | x       | 75-46   | 1.10     | Daniela Uribe       |
| 52      | 20 de enero | 17:30   | Karin Suárez   | CS Italiano     | 1-3     | Alianza Lima      | 21-25   | 25-22   | 18-25   | 12-25   | x       | 76-97   | 1.48     | Maricarmen Guerrero |
| 53      | 21 de enero | 15:00   | Jorge Nazario  | Rebaza Acosta   | 0-3     | USMP              | 22-25   | 18-25   | 13-25   | x       | x       | 53-75   | 1.14     | Fernanda Tomé       |
| 54      | 21 de enero | 17:30   | Luis Huaylinos | Géminis         | 3-2     | Universitario     | 16-25   | 27-25   | 23-25   | 25-22   | 15-8    | 106-105 | 2.03     | Lisvel Eve          |

| Fecha 10 | Fecha 10    | Fecha 10 | Fecha 10         | Fecha 10        | Fecha 10 | Fecha 10          | Fecha 10 | Fecha 10 | Fecha 10 | Fecha 10 | Fecha 10 | Fecha 10 | Fecha 10 | Fecha 10       |
| N.°      | Fecha       | Hora     | Árbitros         | Equipo 1        | Res.     | Equipo 2          | Set 1    | Set 2    | Set 3    | Set 4    | Set 5    | Total    | Duración | MVP            |
| -------- | ----------- | -------- | ---------------- | --------------- | -------- | ----------------- | -------- | -------- | -------- | -------- | -------- | -------- | -------- | -------------- |
| 55       | 26 de enero | 15:00    | Jairo Castillón  | CS Italiano     | 3-0      | Deportivo Alianza | 25-21    | 25-11    | 25-21    | x        | x        | 75-53    | 1.11     | Cristina Cuba  |
| 56       | 26 de enero | 17:30    | Consuelo Fuentes | Olva Latino     | 3-2      | ACD Túpac Amaru   | 25-19    | 25-27    | 25-21    | 22-25    | 16-14    | 113-106  | 2.13     | Ayumi Nakamura |
| 57       | 27 de enero | 15:00    | Luis Huaylinos   | Géminis         | 3-1      | Deportivo Soan    | 25-19    | 21-25    | 25-21    | 25-20    | x        | 96-85    | 1.40     | Lisvel Eve     |
| 58       | 27 de enero | 17:30    | Miguel Ballena   | Rebaza Acosta   | 0-3      | Universitario     | 23-25    | 24-26    | 21-25    | x        | x        | 68-76    | 1.26     | Coraima Gómez  |
| 59       | 28 de enero | 15:00    | Consuelo Fuentes | Deportivo Wanka | 0-3      | Alianza Lima      | 15-25    | 12-25    | 18-25    | x        | x        | 45-75    | 1.09     | Maëva Orlé     |
| 60       | 28 de enero | 17:30    | José Vásquez     | Regatas Lima    | 0-3      | USMP              | 22-25    | 23-25    | 21-25    | x        | x        | 66-75    | 1.37     | Simone Scherer |

| Fecha 11 | Fecha 11     | Fecha 11 | Fecha 11         | Fecha 11        | Fecha 11 | Fecha 11          | Fecha 11 | Fecha 11 | Fecha 11 | Fecha 11 | Fecha 11 | Fecha 11 | Fecha 11 | Fecha 11            |
| N.°      | Fecha        | Hora     | Árbitros         | Equipo 1        | Res.     | Equipo 2          | Set 1    | Set 2    | Set 3    | Set 4    | Set 5    | Total    | Duración | MVP                 |
| -------- | ------------ | -------- | ---------------- | --------------- | -------- | ----------------- | -------- | -------- | -------- | -------- | -------- | -------- | -------- | ------------------- |
| 61       | 2 de febrero | 15:00    | José Vásquez     | Deportivo Wanka | 3-2      | Deportivo Alianza | 16-25    | 25-17    | 23-25    | 25-17    | 15-13    | 104-97   | 1.58     | Carla Rueda         |
| 62       | 2 de febrero | 17:30    | Consuelo Fuentes | Rebaza Acosta   | 1-3      | Deportivo Soan    | 18-25    | 18-25    | 25-19    | 23-25    | x        | 84-94    | 1.40     | Camila Pineda       |
| 63       | 3 de febrero | 15:00    | Juan Flores      | Géminis         | 3-0      | Olva Latino       | 25-12    | 25-22    | 25-19    | x        | x        | 75-53    | 1.14     | Alondra Tapia       |
| 64       | 3 de febrero | 17:30    | Walter Vera      | USMP            | 3-0      | Universitario     | 25-20    | 25-20    | 25-18    | x        | x        | 75-58    | 1.22     | Shiamara Almeida    |
| 65       | 4 de febrero | 15:00    | Julio Lluque     | CS Italiano     | 3-0      | ACD Túpac Amaru   | 25-10    | 25-18    | 25-13    | x        | x        | 75-41    | 1.02     | Darlevis Mosquera   |
| 66       | 4 de febrero | 17:30    | Walter Vera      | Regatas Lima    | 2-3      | Alianza Lima      | 16-25    | 26-24    | 18-25    | 25-18    | 7-15     | 92-107   | 1.59     | Maricarmen Guerrero |

## Segunda etapa

### Octogonal por el título
El octogonal "consiste en una nueva rueda de enfrentamientos entre los ocho mejores equipos de la etapa previa, con el fin de definir las llaves de la recta final de la competencia". Los que lograron el primer y segundo puesto en la primera etapa, jugaron el octogonal con una bonificación de 2 puntos y 1 punto, respectivamente. Una vez definidas las posiciones del octogonal, los cuartos de final se disputarán de la siguiente manera: "el primero se enfrentará al octavo, el segundo al séptimo, el tercero al sexto y el cuarto al quinto".
Clasificación
- Última actualización: 24 de marzo de 2024.

| Clasificación del octogonal | Clasificación del octogonal | Clasificación del octogonal | Clasificación del octogonal | Clasificación del octogonal | Clasificación del octogonal | Clasificación del octogonal | Clasificación del octogonal | Clasificación del octogonal | Clasificación del octogonal | Clasificación del octogonal | Clasificación del octogonal | Clasificación del octogonal | Clasificación del octogonal | Clasificación del octogonal | Clasificación del octogonal | Clasificación del octogonal | Clasificación del octogonal | Clasificación del octogonal |
| Pos.                        | Equipos                     | Puntajes                    | Partidos                    | Partidos                    | Partidos                    | Resultados                  | Resultados                  | Resultados                  | Resultados                  | Resultados                  | Resultados                  | Sets                        | Sets                        | Sets                        | Puntos                      | Puntos                      | Puntos                      | Rival en Cuartos            |
| Pos.                        | Equipos                     | Puntajes                    | PJ                          | PG                          | PP                          | 3-0                         | 3-1                         | 3-2                         | 2-3                         | 1-3                         | 0-3                         | SG                          | SP                          | Ratio                       | PG                          | PP                          | Ratio                       | Rival en Cuartos            |
| --------------------------- | --------------------------- | --------------------------- | --------------------------- | --------------------------- | --------------------------- | --------------------------- | --------------------------- | --------------------------- | --------------------------- | --------------------------- | --------------------------- | --------------------------- | --------------------------- | --------------------------- | --------------------------- | --------------------------- | --------------------------- | --------------------------- |
| 1°                          | USMP                        | 21                          | 7                           | 7                           |                             | 2                           | 3                           | 2                           |                             |                             |                             | 21                          | 7                           | 3.000                       | 678                         | 553                         | 1.226                       | Vs. 8°                      |
| 2°                          | Alianza Lima                | 20                          | 7                           | 6                           | 1                           | 2                           | 4                           |                             | 1                           |                             |                             | 20                          | 7                           | 2.857                       | 637                         | 550                         | 1.158                       | Vs. 7°                      |
| 3°                          | Regatas Lima                | 15                          | 7                           | 5                           | 2                           | 1                           | 3                           | 1                           | 1                           |                             | 1                           | 17                          | 11                          | 1.545                       | 656                         | 567                         | 1.157                       | Vs. 6°                      |
| 4°                          | Rebaza Acosta               | 9                           | 7                           | 3                           | 4                           | 1                           | 1                           | 1                           | 1                           | 2                           | 1                           | 13                          | 15                          | 0.867                       | 601                         | 619                         | 0.971                       | Vs. 5°                      |
| 5°                          | Géminis                     | 9                           | 7                           | 3                           | 4                           | 1                           | 2                           |                             |                             | 3                           | 1                           | 12                          | 14                          | 0.857                       | 580                         | 584                         | 0.993                       | Vs. 4°                      |
| 6°                          | CS Italiano                 | 6                           | 7                           | 2                           | 5                           | 2                           |                             |                             |                             | 3                           | 2                           | 9                           | 15                          | 0.600                       | 481                         | 563                         | 0.854                       | Vs. 3°                      |
| 7°                          | Universitario               | 5                           | 7                           | 2                           | 5                           | 1                           |                             | 1                           |                             | 3                           | 2                           | 9                           | 17                          | 0.529                       | 532                         | 620                         | 0.858                       | Vs. 2°                      |
| 8°                          | Deportivo Soan              | 2                           | 7                           |                             | 7                           |                             |                             |                             | 2                           | 2                           | 3                           | 6                           | 21                          | 0.286                       | 529                         | 638                         | 0.829                       | Vs. 1°                      |

Evolución de posiciones
- Última actualización: 24 de marzo de 2024.

| Evolución de posiciones en el octogonal | Evolución de posiciones en el octogonal | Evolución de posiciones en el octogonal | Evolución de posiciones en el octogonal | Evolución de posiciones en el octogonal | Evolución de posiciones en el octogonal | Evolución de posiciones en el octogonal | Evolución de posiciones en el octogonal | Evolución de posiciones en el octogonal |
| Pos.                                    | Equipo                                  | Fecha 1                                 | Fecha 2                                 | Fecha 3                                 | Fecha 4                                 | Fecha 5                                 | Fecha 6                                 | Fecha 7                                 |
| --------------------------------------- | --------------------------------------- | --------------------------------------- | --------------------------------------- | --------------------------------------- | --------------------------------------- | --------------------------------------- | --------------------------------------- | --------------------------------------- |
| 1°                                      | USMP                                    | 1°                                      | 1°                                      | 1°                                      | 1°                                      | 1°                                      | 2°                                      | 1°                                      |
| 2°                                      | Alianza Lima                            | 2°                                      | 2°                                      | 2°                                      | 2°                                      | 2°                                      | 1°                                      | 2°                                      |
| 3°                                      | Regatas Lima                            | 4°                                      | 3°                                      | 3°                                      | 3°                                      | 3°                                      | 3°                                      | 3°                                      |
| 4°                                      | Rebaza Acosta                           | 5°                                      | 6°                                      | 5°                                      | 7°                                      | 6°                                      | 5°                                      | 4°                                      |
| 5°                                      | Géminis                                 | 7°                                      | 5°                                      | 6°                                      | 4°                                      | 5°                                      | 6°                                      | 5°                                      |
| 6°                                      | CS Italiano                             | 6°                                      | 7°                                      | 8°                                      | 6°                                      | 4°                                      | 4°                                      | 6°                                      |
| 7°                                      | Universitario                           | 3°                                      | 4°                                      | 4°                                      | 5°                                      | 7°                                      | 7°                                      | 7°                                      |
| 8°                                      | Deportivo Soan                          | 8°                                      | 8°                                      | 7°                                      | 8°                                      | 8°                                      | 8°                                      | 8°                                      |

Rachas de ganados/perdidos
- Última actualización: 24 de marzo de 2024.

| Rachas de ganados/perdidos en el octogonal | Rachas de ganados/perdidos en el octogonal | Rachas de ganados/perdidos en el octogonal | Rachas de ganados/perdidos en el octogonal | Rachas de ganados/perdidos en el octogonal | Rachas de ganados/perdidos en el octogonal | Rachas de ganados/perdidos en el octogonal | Rachas de ganados/perdidos en el octogonal | Rachas de ganados/perdidos en el octogonal |
| Pos.                                       | Equipo                                     | Fecha 1                                    | Fecha 2                                    | Fecha 3                                    | Fecha 4                                    | Fecha 5                                    | Fecha 6                                    | Fecha 7                                    |
| ------------------------------------------ | ------------------------------------------ | ------------------------------------------ | ------------------------------------------ | ------------------------------------------ | ------------------------------------------ | ------------------------------------------ | ------------------------------------------ | ------------------------------------------ |
| 1°                                         | USMP                                       | G                                          | G                                          | G                                          | G                                          | G                                          | G                                          | G                                          |
| 2°                                         | Alianza Lima                               | G                                          | G                                          | G                                          | G                                          | G                                          | G                                          | P                                          |
| 3°                                         | Regatas Lima                               | G                                          | G                                          | G                                          | P                                          | G                                          | P                                          | G                                          |
| 4°                                         | Rebaza Acosta                              | P                                          | P                                          | G                                          | P                                          | P                                          | G                                          | G                                          |
| 5°                                         | Géminis                                    | P                                          | G                                          | P                                          | G                                          | P                                          | P                                          | G                                          |
| 6°                                         | CS Italiano                                | P                                          | P                                          | P                                          | G                                          | G                                          | P                                          | P                                          |
| 7°                                         | Universitario                              | G                                          | P                                          | P                                          | P                                          | P                                          | G                                          | P                                          |
| 8°                                         | Deportivo Soan                             | P                                          | P                                          | P                                          | P                                          | P                                          | P                                          | P                                          |

Resultados
Los 28 partidos de la segunda etapa comenzaron a jugarse el 10 de febrero y terminaron el 24 de marzo de 2024. Las MVP de cada partido son elegidas por la FPV y no por el canal que transmite los partidos.
| Fecha 1 | Fecha 1       | Fecha 1 | Fecha 1          | Fecha 1      | Fecha 1 | Fecha 1        | Fecha 1 | Fecha 1 | Fecha 1 | Fecha 1 | Fecha 1 | Fecha 1 | Fecha 1  | Fecha 1        |
| N.°     | Fecha         | Hora    | Árbitros         | Equipo 1     | Res.    | Equipo 2       | Set 1   | Set 2   | Set 3   | Set 4   | Set 5   | Total   | Duración | MVP            |
| ------- | ------------- | ------- | ---------------- | ------------ | ------- | -------------- | ------- | ------- | ------- | ------- | ------- | ------- | -------- | -------------- |
| 73      | 10 de febrero | 19:00   | Luis Huaylinos   | Regatas Lima | 3-2     | Rebaza Acosta  | 23-25   | 20-25   | 25-19   | 25-12   | 15-4    | 108-85  | 2.06     | Kiara Montes   |
| 74      | 16 de febrero | 15:00   | Julio Lluque     | USMP         | 3-0     | Deportivo Soan | 25-20   | 25-16   | 25-14   | x       | x       | 75-50   | 1.13     | Simone Scherer |
| 75      | 16 de febrero | 17:30   | William Vallejos | Géminis      | 0-3     | Universitario  | 23-25   | 23-25   | 19-25   | x       | x       | 65-75   | 1.19     | Viviane Goes   |
| 76      | 17 de febrero | 17:30   | William Vallejos | Alianza Lima | 3-1     | CS Italiano    | 25-14   | 24-26   | 25-22   | 25-13   | x       | 99-75   | 1.36     | Maëva Orlé     |

| Fecha 2 | Fecha 2       | Fecha 2 | Fecha 2        | Fecha 2        | Fecha 2 | Fecha 2       | Fecha 2 | Fecha 2 | Fecha 2 | Fecha 2 | Fecha 2 | Fecha 2 | Fecha 2  | Fecha 2          |
| N.°     | Fecha         | Hora    | Árbitros       | Equipo 1       | Res.    | Equipo 2      | Set 1   | Set 2   | Set 3   | Set 4   | Set 5   | Total   | Duración | MVP              |
| ------- | ------------- | ------- | -------------- | -------------- | ------- | ------------- | ------- | ------- | ------- | ------- | ------- | ------- | -------- | ---------------- |
| 77      | 18 de febrero | 15:00   | Miguel Ballena | Rebaza Acosta  | 1-3     | Géminis       | 23-25   | 20-25   | 25-23   | 18-25   | x       | 86-98   | 1.57     | Alondra Tapia    |
| 78      | 18 de febrero | 17:30   | Karin Suárez   | USMP           | 3-1     | Universitario | 29-31   | 25-14   | 25-14   | 25-20   | x       | 104-79  | 1.50     | Shiamara Almeida |
| 79      | 23 de febrero | 15:00   | Rocío Huarcaya | CS Italiano    | 0-3     | Regatas Lima  | 17-25   | 19-25   | 11-25   | x       | x       | 47-75   | 1.11     | Kaylee Oscarson  |
| 80      | 23 de febrero | 17:30   | Juan Flores    | Deportivo Soan | 0-3     | Alianza Lima  | 20-25   | 17-25   | 19-25   | x       | x       | 56-75   | 1.15     | Marina Scherer   |

| Fecha 3 | Fecha 3       | Fecha 3 | Fecha 3         | Fecha 3        | Fecha 3 | Fecha 3       | Fecha 3 | Fecha 3 | Fecha 3 | Fecha 3 | Fecha 3 | Fecha 3 | Fecha 3  | Fecha 3            |
| N.°     | Fecha         | Hora    | Árbitros        | Equipo 1       | Res.    | Equipo 2      | Set 1   | Set 2   | Set 3   | Set 4   | Set 5   | Total   | Duración | MVP                |
| ------- | ------------- | ------- | --------------- | -------------- | ------- | ------------- | ------- | ------- | ------- | ------- | ------- | ------- | -------- | ------------------ |
| 81      | 24 de febrero | 15:00   | Jairo Castillón | USMP           | 3-1     | CS Italiano   | 25-18   | 25-13   | 24-26   | 25-20   | x       | 99-77   | 1.46     | Shiamara Almeida   |
| 82      | 24 de febrero | 17:30   | Rocío Huarcaya  | Alianza Lima   | 3-1     | Universitario | 25-16   | 25-21   | 17-25   | 25-18   | x       | 92-80   | 1.40     | Clarivett Yllescas |
| 83      | 25 de febrero | 15:00   | Jairo Castillón | Deportivo Soan | 2-3     | Rebaza Acosta | 18-25   | 26-24   | 28-26   | 22-25   | 13-15   | 107-115 | 2.15     | Zaira Manzo        |
| 84      | 25 de febrero | 17:30   | Juan Flores     | Regatas Lima   | 3-1     | Géminis       | 25-23   | 25-15   | 22-25   | 25-23   | x       | 97-86   | 1.55     | Flavia Montes      |

| Fecha 4 | Fecha 4    | Fecha 4 | Fecha 4          | Fecha 4        | Fecha 4 | Fecha 4       | Fecha 4 | Fecha 4 | Fecha 4 | Fecha 4 | Fecha 4 | Fecha 4 | Fecha 4  | Fecha 4       |
| N.°     | Fecha      | Hora    | Árbitros         | Equipo 1       | Res.    | Equipo 2      | Set 1   | Set 2   | Set 3   | Set 4   | Set 5   | Total   | Duración | MVP           |
| ------- | ---------- | ------- | ---------------- | -------------- | ------- | ------------- | ------- | ------- | ------- | ------- | ------- | ------- | -------- | ------------- |
| 85      | 2 de marzo | 15:00   | Julio Lluque     | USMP           | 3-0     | Rebaza Acosta | 25-17   | 25-22   | 25-23   | x       | x       | 75-62   | 1.28     | Fernanda Tomé |
| 86      | 2 de marzo | 17:30   | Consuelo Fuentes | CS Italiano    | 3-0     | Universitario | 25-13   | 25-17   | 26-24   | x       | x       | 76-54   | 1.18     | Sandra Ostos  |
| 87      | 3 de marzo | 15:00   | Julio Lluque     | Deportivo Soan | 1-3     | Géminis       | 25-22   | 21-25   | 18-25   | 18-25   | x       | 82-97   | 1.35     | Lisvel Eve    |
| 88      | 3 de marzo | 17:30   | Luis Huaylinos   | Alianza Lima   | 3-0     | Regatas Lima  | 25-21   | 25-23   | 25-22   | x       | x       | 75-66   | 1.35     | Aixa Vigil    |

| Fecha 5 | Fecha 5     | Fecha 5 | Fecha 5          | Fecha 5       | Fecha 5 | Fecha 5        | Fecha 5 | Fecha 5 | Fecha 5 | Fecha 5 | Fecha 5 | Fecha 5 | Fecha 5  | Fecha 5            |
| N.°     | Fecha       | Hora    | Árbitros         | Equipo 1      | Res.    | Equipo 2       | Set 1   | Set 2   | Set 3   | Set 4   | Set 5   | Total   | Duración | MVP                |
| ------- | ----------- | ------- | ---------------- | ------------- | ------- | -------------- | ------- | ------- | ------- | ------- | ------- | ------- | -------- | ------------------ |
| 89      | 9 de marzo  | 15:00   | Rocío Huarcaya   | CS Italiano   | 3-0     | Deportivo Soan | 25-14   | 25-23   | 27-25   | x       | x       | 77-62   | 1.16     | Lesly Johansson    |
| 90      | 9 de marzo  | 17:30   | Herbert Gonzales | Universitario | 1-3     | Regatas Lima   | 22-25   | 11-25   | 29-27   | 28-30   | x       | 90-107  | 1.56     | Flavia Montes      |
| 91      | 10 de marzo | 15:00   | Consuelo Fuentes | Rebaza Acosta | 1-3     | Alianza Lima   | 16-25   | 25-23   | 13-25   | 25-27   | x       | 79-100  | 1.49     | Clarivett Yllescas |
| 92      | 10 de marzo | 17:30   | Herbert Gonzales | USMP          | 3-1     | Géminis        | 25-18   | 23-25   | 25-21   | 25-15   | x       | 98-79   | 1.42     | Eliana Pérez       |

| Fecha 6 | Fecha 6     | Fecha 6 | Fecha 6          | Fecha 6       | Fecha 6 | Fecha 6        | Fecha 6 | Fecha 6 | Fecha 6 | Fecha 6 | Fecha 6 | Fecha 6 | Fecha 6  | Fecha 6             |
| N.°     | Fecha       | Hora    | Árbitros         | Equipo 1      | Res.    | Equipo 2       | Set 1   | Set 2   | Set 3   | Set 4   | Set 5   | Total   | Duración | MVP                 |
| ------- | ----------- | ------- | ---------------- | ------------- | ------- | -------------- | ------- | ------- | ------- | ------- | ------- | ------- | -------- | ------------------- |
| 93      | 16 de marzo | 15:00   | Consuelo Fuentes | Rebaza Acosta | 3-1     | CS Italiano    | 22-25   | 25-13   | 27-25   | 25-17   | x       | 99-80   | 1.52     | Angélica Aquino     |
| 94      | 16 de marzo | 17:30   | Luis Huaylinos   | Géminis       | 1-3     | Alianza Lima   | 21-25   | 16-25   | 25-22   | 18-25   | x       | 80-97   | 1.43     | Marina Scherer      |
| 95      | 17 de marzo | 15:00   | José Vásquez     | Universitario | 3-2     | Deportivo Soan | 27-25   | 17-25   | 25-19   | 19-25   | 15-7    | 103-101 | 2.07     | Angélica Bustamante |
| 96      | 17 de marzo | 17:30   | Herbert Gonzales | USMP          | 3-2     | Regatas Lima   | 25-27   | 25-22   | 22-25   | 26-24   | 15-9    | 113-107 | 2.33     | Fernanda Tomé       |

| Fecha 7 | Fecha 7     | Fecha 7 | Fecha 7          | Fecha 7       | Fecha 7 | Fecha 7        | Fecha 7 | Fecha 7 | Fecha 7 | Fecha 7 | Fecha 7 | Fecha 7 | Fecha 7  | Fecha 7           |
| N.°     | Fecha       | Hora    | Árbitros         | Equipo 1      | Res.    | Equipo 2       | Set 1   | Set 2   | Set 3   | Set 4   | Set 5   | Total   | Duración | MVP               |
| ------- | ----------- | ------- | ---------------- | ------------- | ------- | -------------- | ------- | ------- | ------- | ------- | ------- | ------- | -------- | ----------------- |
| 97      | 23 de marzo | 15:00   | Julio Lluque     | Regatas Lima  | 3-1     | Deportivo Soan | 25-15   | 21-25   | 25-14   | 25-17   | x       | 96-71   | 1.40     | Flavia Montes     |
| 98      | 23 de marzo | 17:30   | Herbert Gonzales | Universitario | 0-3     | Rebaza Acosta  | 20-25   | 14-25   | 17-25   | x       | x       | 51-75   | 1.18     | Angélica Aquino   |
| 99      | 24 de marzo | 15:00   | Herbert Gonzales | Géminis       | 3-0     | CS Italiano    | 25-15   | 25-20   | 25-14   | x       | x       | 75-49   | 1:10     | Florangel Terrero |
| 100     | 24 de marzo | 17:30   | Rocío Huarcaya   | USMP          | 3-2     | Alianza Lima   | 26-28   | 25-12   | 25-23   | 23-25   | 15-11   | 114-99  | 2.09     | Eliana Pérez      |

### Cuadrangular por la permanencia
"Los cuatro últimos de la fase inicial disputarán la permanencia y determinaron al equipo que descenderá a la Liga Intermedia y al que afrontará la revalidación ante el segundo de dicho torneo". Tras disputarse las tres fechas del cuadrangular, Olva Latino y Túpac Amaru mantuvieron la categoría, Deportivo Wanka jugó la revalidación ante Kazoku No Perú y Deportivo Alianza descendió a la LNIV 2025.  
Clasificación
- Última actualización: 10 de febrero de 2024.

| Clasificación de la permanencia | Clasificación de la permanencia | Clasificación de la permanencia | Clasificación de la permanencia | Clasificación de la permanencia | Clasificación de la permanencia | Clasificación de la permanencia | Clasificación de la permanencia | Clasificación de la permanencia | Clasificación de la permanencia | Clasificación de la permanencia | Clasificación de la permanencia | Clasificación de la permanencia | Clasificación de la permanencia | Clasificación de la permanencia | Clasificación de la permanencia | Clasificación de la permanencia | Clasificación de la permanencia | Clasificación de la permanencia |
| Pos.                            | Equipos                         | Puntajes                        | Partidos                        | Partidos                        | Partidos                        | Resultados                      | Resultados                      | Resultados                      | Resultados                      | Resultados                      | Resultados                      | Sets                            | Sets                            | Sets                            | Puntos                          | Puntos                          | Puntos                          | Detalle                         |
| Pos.                            | Equipos                         | Puntajes                        | PJ                              | PG                              | PP                              | 3-0                             | 3-1                             | 3-2                             | 2-3                             | 1-3                             | 0-3                             | SG                              | SP                              | Ratio                           | PG                              | PP                              | Ratio                           | Detalle                         |
| ------------------------------- | ------------------------------- | ------------------------------- | ------------------------------- | ------------------------------- | ------------------------------- | ------------------------------- | ------------------------------- | ------------------------------- | ------------------------------- | ------------------------------- | ------------------------------- | ------------------------------- | ------------------------------- | ------------------------------- | ------------------------------- | ------------------------------- | ------------------------------- | ------------------------------- |
| 1°                              | Olva Latino                     | 9                               | 3                               | 3                               |                                 | 1                               | 2                               |                                 |                                 |                                 |                                 | 9                               | 2                               | 4.500                           | 258                             | 222                             | 1.162                           | Mantienen la categoría          |
| 2°                              | ACD Túpac Amaru                 | 6                               | 3                               | 2                               | 1                               | 2                               |                                 |                                 |                                 | 1                               |                                 | 7                               | 3                               | 2.333                           | 233                             | 202                             | 1.154                           | Mantienen la categoría          |
| 3°                              | Deportivo Wanka                 | 3                               | 3                               | 1                               | 2                               | 1                               |                                 |                                 |                                 | 1                               | 1                               | 4                               | 6                               | 0.667                           | 226                             | 211                             | 1.071                           | Revalidación                    |
| 4°                              | Deportivo Alianza               | 0                               | 3                               |                                 | 3                               |                                 |                                 |                                 |                                 |                                 | 3                               |                                 | 9                               | 0.000                           | 143                             | 225                             | 0.636                           | Desciende a la LNIV 2025        |

Resultados
| Fecha 1 | Fecha 1      | Fecha 1 | Fecha 1          | Fecha 1         | Fecha 1 | Fecha 1           | Fecha 1 | Fecha 1 | Fecha 1 | Fecha 1 | Fecha 1 | Fecha 1 | Fecha 1  | Fecha 1       |
| N.°     | Fecha        | Hora    | Árbitros         | Equipo 1        | Res.    | Equipo 2          | Set 1   | Set 2   | Set 3   | Set 4   | Set 5   | Total   | Duración | MVP           |
| ------- | ------------ | ------- | ---------------- | --------------- | ------- | ----------------- | ------- | ------- | ------- | ------- | ------- | ------- | -------- | ------------- |
| 67      | 8 de febrero | 15:00   | Consuelo Fuentes | Olva Latino     | 3-0     | Deportivo Alianza | 25-11   | 25-18   | 25-15   | x       | x       | 75-44   | 1.06     | Daniela Uribe |
| 68      | 8 de febrero | 17:30   | José Vásquez     | Deportivo Wanka | 0-3     | ACD Túpac Amaru   | 22-25   | 15-25   | 19-25   | x       | x       | 56-75   | 1.20     | Marlen Siri   |

| Fecha 2 | Fecha 2      | Fecha 2 | Fecha 2      | Fecha 2           | Fecha 2 | Fecha 2         | Fecha 2 | Fecha 2 | Fecha 2 | Fecha 2 | Fecha 2 | Fecha 2 | Fecha 2  | Fecha 2        |
| N.°     | Fecha        | Hora    | Árbitros     | Equipo 1          | Res.    | Equipo 2        | Set 1   | Set 2   | Set 3   | Set 4   | Set 5   | Total   | Duración | MVP            |
| ------- | ------------ | ------- | ------------ | ----------------- | ------- | --------------- | ------- | ------- | ------- | ------- | ------- | ------- | -------- | -------------- |
| 69      | 9 de febrero | 15:00   | José Vásquez | Olva Latino       | 3-1     | ACD Túpac Amaru | 18-25   | 25-17   | 25-18   | 25-23   | x       | 93-83   | 1.36     | Ayumi Nakamura |
| 70      | 9 de febrero | 17:30   | Julio Lluque | Deportivo Alianza | 0-3     | Deportivo Wanka | 15-25   | 12-25   | 19-25   | x       | x       | 46-75   | 1.11     | Grecia Herrada |

| Fecha 3 | Fecha 3       | Fecha 3 | Fecha 3      | Fecha 3         | Fecha 3 | Fecha 3           | Fecha 3 | Fecha 3 | Fecha 3 | Fecha 3 | Fecha 3 | Fecha 3 | Fecha 3  | Fecha 3       |
| N.°     | Fecha         | Hora    | Árbitros     | Equipo 1        | Res.    | Equipo 2          | Set 1   | Set 2   | Set 3   | Set 4   | Set 5   | Total   | Duración | MVP           |
| ------- | ------------- | ------- | ------------ | --------------- | ------- | ----------------- | ------- | ------- | ------- | ------- | ------- | ------- | -------- | ------------- |
| 71      | 10 de febrero | 15:00   | Julio Lluque | ACD Túpac Amaru | 3-0     | Deportivo Alianza | 25-17   | 25-23   | 25-13   | x       | x       | 75-53   | 1.14     | Marlen Siri   |
| 72      | 10 de febrero | 17:00   | Juan Flores  | Olva Latino     | 3-1     | Deportivo Wanka   | 26-24   | 13-25   | 25-22   | 26-24   | x       | 90-95   | 1.56     | Daniela Uribe |

## Revalidación 2024
La revalidación enfrentó a Deportivo Wanka (penúltimo de la Liga Nacional Superior de Voleibol Femenino 2023-2024) contra Kazoku No Perú (subcampeón de la Liga Nacional Intermedia de Voleibol 2024). La serie se jugó a partido único el 17 de febrero de 2024 en el Polideportivo de Villa El Salvador. Deportivo Wanka mantuvo la categoría al derrotar 3-0 a Kazoku No Perú, club que no logró el ascenso y jugará la LNIV 2025
| Revalidación 2024 | Revalidación 2024 | Revalidación 2024 | Revalidación 2024      | Revalidación 2024 | Revalidación 2024 | Revalidación 2024 | Revalidación 2024 | Revalidación 2024 | Revalidación 2024 | Revalidación 2024 | Revalidación 2024 |
| Fecha             | Hora              | Partido           | Penúltimo LNSV 2023-24 | Res.              | 2° LNIV 2024      | S1                | S2                | S3                | S4                | S5                | Total             |
| ----------------- | ----------------- | ----------------- | ---------------------- | ----------------- | ----------------- | ----------------- | ----------------- | ----------------- | ----------------- | ----------------- | ----------------- |
| 17 de febrero     | 15:00             | Definitorio       | Deportivo Wanka        | 3-0               | Kazoku No Perú    | 25-17             | 25-19             | 25-23             | x                 | x                 | 75-59             |

## Tercera etapa

### Cuartos de final
La tercera etapa de la Liga comprendió la disputa de las 4 llaves de cuartos de final, que se jugaron entre el 30 de marzo y el 10 de abril. Todas las llaves se definieron al mejor de tres partidos. Una vez definidas las posiciones del octogonal, los cuartos de final se emparejaron de la siguiente manera: "el primero se enfrentó al octavo, el segundo al séptimo, el tercero al sexto y el cuarto al quinto".
| Llave 1: primero vs. octavo | Llave 1: primero vs. octavo | Llave 1: primero vs. octavo | Llave 1: primero vs. octavo | Llave 1: primero vs. octavo | Llave 1: primero vs. octavo | Llave 1: primero vs. octavo | Llave 1: primero vs. octavo | Llave 1: primero vs. octavo | Llave 1: primero vs. octavo | Llave 1: primero vs. octavo | Llave 1: primero vs. octavo | Llave 1: primero vs. octavo | Llave 1: primero vs. octavo | Llave 1: primero vs. octavo |
| N.°                         | Fecha                       | Hora                        | Árbitros                    | Equipo 1                    | Res.                        | Equipo 2                    | Set 1                       | Set 2                       | Set 3                       | Set 4                       | Set 5                       | Total                       | Duración                    | MVP                         |
| --------------------------- | --------------------------- | --------------------------- | --------------------------- | --------------------------- | --------------------------- | --------------------------- | --------------------------- | --------------------------- | --------------------------- | --------------------------- | --------------------------- | --------------------------- | --------------------------- | --------------------------- |
| 101                         | 30 de marzo                 | 15:00                       | Luis Huaylinos              | USMP                        | 3-0                         | Deportivo Soan              | 27-25                       | 25-12                       | 25-16                       | x                           | x                           | 77-53                       | 1.13                        | Shiamara Almeida            |
| 105                         | 6 de abril                  | 15:00                       | Consuelo Fuentes            | Deportivo Soan              | 0-3                         | USMP                        | 15-25                       | 18-25                       | 22-25                       | x                           | x                           | 55-75                       | 1.14                        | Ginna López                 |

| Llave 2: segundo vs. sétimo | Llave 2: segundo vs. sétimo | Llave 2: segundo vs. sétimo | Llave 2: segundo vs. sétimo | Llave 2: segundo vs. sétimo | Llave 2: segundo vs. sétimo | Llave 2: segundo vs. sétimo | Llave 2: segundo vs. sétimo | Llave 2: segundo vs. sétimo | Llave 2: segundo vs. sétimo | Llave 2: segundo vs. sétimo | Llave 2: segundo vs. sétimo | Llave 2: segundo vs. sétimo | Llave 2: segundo vs. sétimo | Llave 2: segundo vs. sétimo |
| N.°                         | Fecha                       | Hora                        | Árbitros                    | Equipo 1                    | Res.                        | Equipo 2                    | Set 1                       | Set 2                       | Set 3                       | Set 4                       | Set 5                       | Total                       | Duración                    | MVP                         |
| --------------------------- | --------------------------- | --------------------------- | --------------------------- | --------------------------- | --------------------------- | --------------------------- | --------------------------- | --------------------------- | --------------------------- | --------------------------- | --------------------------- | --------------------------- | --------------------------- | --------------------------- |
| 104                         | 31 de marzo                 | 17:30                       | Herbert Gonzales            | Alianza Lima                | 3-1                         | Universitario               | 25-21                       | 14-25                       | 25-23                       | 25-18                       | x                           | 89-87                       | 1.47                        | Clarivett Yllescas          |
| 108                         | 7 de abril                  | 17:30                       | Walter Vera                 | Universitario               | 1-3                         | Alianza Lima                | 25-22                       | 13-25                       | 24-26                       | 16-25                       | x                           | 78-98                       | 1.46                        | Clarivett Yllescas          |

| Llave 3: tercero vs. sexto | Llave 3: tercero vs. sexto | Llave 3: tercero vs. sexto | Llave 3: tercero vs. sexto | Llave 3: tercero vs. sexto | Llave 3: tercero vs. sexto | Llave 3: tercero vs. sexto | Llave 3: tercero vs. sexto | Llave 3: tercero vs. sexto | Llave 3: tercero vs. sexto | Llave 3: tercero vs. sexto | Llave 3: tercero vs. sexto | Llave 3: tercero vs. sexto | Llave 3: tercero vs. sexto | Llave 3: tercero vs. sexto |
| N.°                        | Fecha                      | Hora                       | Árbitros                   | Equipo 1                   | Res.                       | Equipo 2                   | Set 1                      | Set 2                      | Set 3                      | Set 4                      | Set 5                      | Total                      | Duración                   | MVP                        |
| -------------------------- | -------------------------- | -------------------------- | -------------------------- | -------------------------- | -------------------------- | -------------------------- | -------------------------- | -------------------------- | -------------------------- | -------------------------- | -------------------------- | -------------------------- | -------------------------- | -------------------------- |
| 103                        | 31 de marzo                | 15:00                      | Walter Vera                | Regatas Lima               | 3-0                        | CS Italiano                | 29-27                      | 25-17                      | 25-14                      | x                          | x                          | 79-58                      | 1.22                       | Kaylee Oscarson            |
| 107                        | 7 de abril                 | 15:00                      | Herbert Gonzales           | CS Italiano                | 1-3                        | Regatas Lima               | 27-25                      | 20-25                      | 24-26                      | 13-25                      | x                          | 84-101                     | 1.53                       | Flavia Montes              |

| Llave 4: cuarto vs. quinto | Llave 4: cuarto vs. quinto | Llave 4: cuarto vs. quinto | Llave 4: cuarto vs. quinto | Llave 4: cuarto vs. quinto | Llave 4: cuarto vs. quinto | Llave 4: cuarto vs. quinto | Llave 4: cuarto vs. quinto | Llave 4: cuarto vs. quinto | Llave 4: cuarto vs. quinto | Llave 4: cuarto vs. quinto | Llave 4: cuarto vs. quinto | Llave 4: cuarto vs. quinto | Llave 4: cuarto vs. quinto | Llave 4: cuarto vs. quinto |
| N.°                        | Fecha                      | Hora                       | Árbitros                   | Equipo 1                   | Res.                       | Equipo 2                   | Set 1                      | Set 2                      | Set 3                      | Set 4                      | Set 5                      | Total                      | Duración                   | MVP                        |
| -------------------------- | -------------------------- | -------------------------- | -------------------------- | -------------------------- | -------------------------- | -------------------------- | -------------------------- | -------------------------- | -------------------------- | -------------------------- | -------------------------- | -------------------------- | -------------------------- | -------------------------- |
| 102                        | 30 de marzo                | 17:30                      | Walter Vera                | Rebaza Acosta              | 3-2                        | Géminis                    | 21-25                      | 25-13                      | 20-25                      | 25-23                      | 15-10                      | 106-96                     | 2.05                       | Milagros Hernandez         |
| 106                        | 6 de abril                 | 17:30                      | José Vásquez               | Géminis                    | 3-0                        | Rebaza Acosta              | 25-20                      | 25-13                      | 25-21                      | x                          | x                          | 75-54                      | 1.20                       | Florangel Terrero          |
| 109                        | 10 de abril                | 17:30                      | Herbert Gonzales           | Rebaza Acosta              | 1-3                        | Géminis                    | 23-25                      | 23-25                      | 25-22                      | 19-25                      | x                          | 90-97                      | 2.12                       | María Rojas                |

## Cuarta etapa
La cuarta etapa comprende las semifinales de la Liga, los play-off por el quinto lugar y la definición del sétimo lugar, que se jugarán del 13 al 17 de abril. 

### Play-off por el quinto lugar
Los cuatro equipos eliminados en cuartos de final disputan unos play-offs para adjudicarse el quinto lugar de la temporada. En ese sentido, los perdedores de las llaves 1 (Deportivo Soan) y 4 (Rebaza Acosta) jugaron el play-off A; por su parte, los eliminados de las llaves 2 (Universitario) y 3 (CS Italiano) disputaron el play-off B. Luego, los ganadores de los play-offs A (Rebaza Acosta) y B (Universitario) definirán el quinto lugar de la Liga; mientras que los perdedores de los play-offs A (Deportivo Soan) y B (CS Italiano) definirán el sétimo lugar. Todos los play-offs se juegan a un solo partido.  
| Play-off A | Play-off A  | Play-off A | Play-off A   | Play-off A     | Play-off A | Play-off A    | Play-off A | Play-off A | Play-off A | Play-off A | Play-off A | Play-off A | Play-off A | Play-off A |
| N.°        | Fecha       | Hora       | Árbitro      | Equipo 1       | Res.       | Equipo 2      | Set 1      | Set 2      | Set 3      | Set 4      | Set 5      | Total      | Duración   | MVP        |
| ---------- | ----------- | ---------- | ------------ | -------------- | ---------- | ------------- | ---------- | ---------- | ---------- | ---------- | ---------- | ---------- | ---------- | ---------- |
| 110        | 13 de abril | 12:30      | Julio Lluque | Deportivo Soan | 0-3        | Rebaza Acosta | 15-25      | 22-25      | 12-25      | x          | x          | 49-75      | 1.14       | Rupia Inck |

| Play-off B | Play-off B  | Play-off B | Play-off B     | Play-off B    | Play-off B | Play-off B  | Play-off B | Play-off B | Play-off B | Play-off B | Play-off B | Play-off B | Play-off B | Play-off B |
| N.°        | Fecha       | Hora       | Árbitro        | Equipo 1      | Res.       | Equipo 2    | Set 1      | Set 2      | Set 3      | Set 4      | Set 5      | Total      | Duración   | MVP        |
| ---------- | ----------- | ---------- | -------------- | ------------- | ---------- | ----------- | ---------- | ---------- | ---------- | ---------- | ---------- | ---------- | ---------- | ---------- |
| 113        | 14 de abril | 12:30      | Luis Huaylinos | Universitario | 3-2        | CS Italiano | 21-25      | 25-22      | 25-13      | 23-25      | 15-6       | 109-91     | 2.00       | Elis Bento |

### Definición del sétimo lugar
| Sétimo lugar | Sétimo lugar | Sétimo lugar | Sétimo lugar     | Sétimo lugar   | Sétimo lugar | Sétimo lugar | Sétimo lugar | Sétimo lugar | Sétimo lugar | Sétimo lugar | Sétimo lugar | Sétimo lugar | Sétimo lugar | Sétimo lugar      |
| N.°          | Fecha        | Hora         | Árbitro          | Equipo 1       | Res.         | Equipo 2     | Set 1        | Set 2        | Set 3        | Set 4        | Set 5        | Total        | Duración     | MVP               |
| ------------ | ------------ | ------------ | ---------------- | -------------- | ------------ | ------------ | ------------ | ------------ | ------------ | ------------ | ------------ | ------------ | ------------ | ----------------- |
| 116          | 17 abril     | 15:00        | Consuelo Fuentes | Deportivo Soan | 0-3          | CS Italiano  | 16-25        | 20-25        | 15-25        | x            | x            | 51-75        | 1.06         | Darlevis Mosquera |

### Semifinales
Los cuatro equipos ganadores de cuartos de final jugarán las semifinales de la siguiente manera: los ganadores de las llaves 1 (USMP) y 4 (Géminis) disputan la semifinal 1; por su parte, los ganadores de las llaves 2 (Alianza Lima) y 3 (Regatas Lima) disputan la semifinal 2. Luego, los ganadores de las semifinales definirán al campeón de la LNSV 2023-2024; mientras que los perdedores de las semifinales definirán el tercer lugar de la temporada. Ambas semifinales se juegan al mejor de tres partidos. 
| Semifinal 1 | Semifinal 1 | Semifinal 1 | Semifinal 1    | Semifinal 1 | Semifinal 1 | Semifinal 1 | Semifinal 1 | Semifinal 1 | Semifinal 1 | Semifinal 1 | Semifinal 1 | Semifinal 1 | Semifinal 1 | Semifinal 1    |
| N.°         | Fecha       | Hora        | Árbitros       | Equipo 1    | Res.        | Equipo 2    | Set 1       | Set 2       | Set 3       | Set 4       | Set 5       | Total       | Duración    | MVP            |
| ----------- | ----------- | ----------- | -------------- | ----------- | ----------- | ----------- | ----------- | ----------- | ----------- | ----------- | ----------- | ----------- | ----------- | -------------- |
| 111         | 13 de abril | 15:00       | Luis Huaylinos | USMP        | 3-1         | Géminis     | 25-20       | 23-25       | 25-18       | 25-20       | x           | 98-83       | 1.47        | Fernanda Tomé  |
| 114         | 14 de abril | 15:00       | José Vásquez   | Géminis     | 2-3         | USMP        | 24-26       | 25-16       | 26-24       | 22-25       | 11-15       | 108-106     | 2.16        | Simone Scherer |

| Semifinal 2 | Semifinal 2 | Semifinal 2 | Semifinal 2      | Semifinal 2  | Semifinal 2 | Semifinal 2  | Semifinal 2 | Semifinal 2 | Semifinal 2 | Semifinal 2 | Semifinal 2 | Semifinal 2 | Semifinal 2 | Semifinal 2       |
| N.°         | Fecha       | Hora        | Árbitros         | Equipo 1     | Res.        | Equipo 2     | Set 1       | Set 2       | Set 3       | Set 4       | Set 5       | Total       | Duración    | MVP               |
| ----------- | ----------- | ----------- | ---------------- | ------------ | ----------- | ------------ | ----------- | ----------- | ----------- | ----------- | ----------- | ----------- | ----------- | ----------------- |
| 112         | 13 de abril | 17:30       | Herbert Gonzales | Alianza Lima | 2-3         | Regatas Lima | 30-28       | 18-25       | 25-20       | 21-25       | 13-15       | 107-113     | 2.32        | Shaney Lipscomb   |
| 115         | 14 de abril | 17:30       | Rocío Huarcaya   | Regatas Lima | 0-3         | Alianza Lima | 21-25       | 24-26       | 10-25       | x           | x           | 55-76       | 1.21        | Mariana Brambilla |
| 117         | 17 de abril | 17:30       | José Vásquez     | Alianza Lima | 3-1         | Regatas Lima | 25-21       | 23-25       | 25-22       | 25-14       | x           | 98-82       | 2.03        | Maëva Orlé        |

## Quinta etapa

### Definición del quinto lugar
| Quinto lugar | Quinto lugar | Quinto lugar | Quinto lugar   | Quinto lugar  | Quinto lugar | Quinto lugar  | Quinto lugar | Quinto lugar | Quinto lugar | Quinto lugar | Quinto lugar | Quinto lugar | Quinto lugar | Quinto lugar      |
| N.°          | Fecha        | Hora         | Árbitro        | Equipo 1      | Res.         | Equipo 2      | Set 1        | Set 2        | Set 3        | Set 4        | Set 5        | Total        | Duración     | MVP               |
| ------------ | ------------ | ------------ | -------------- | ------------- | ------------ | ------------- | ------------ | ------------ | ------------ | ------------ | ------------ | ------------ | ------------ | ----------------- |
| 118          | 19 de abril  | 12:30        | Luis Huaylinos | Rebaza Acosta | 1-3          | Universitario | 27-25        | 21-25        | 17-25        | 17-25        | x            | 82-100       | 1.54         | Gabriela Oliveira |

### Definición del tercer lugar
El Deportivo Géminis de Comas volvió al podio de la Liga Nacional Superior de Voleibol (LNSV) tras vencer en dos partidos al tricampeón vigente, Regatas Lima. Este último equipo no logró recuperarse de su derrota en las semifinales ante Alianza Lima, ya que su objetivo principal era convertirse en el primer tetracampeón de la Liga. Con destacadas actuaciones de las jugadoras dominicanas Florangel Terrero y Lisvel Eve, el equipo azul de Comas consiguió su cuarta medalla de bronce y su duodécimo podio en la historia de la LNSV, igualando así el número de podios alcanzados por Regatas.
| Tercer lugar | Tercer lugar | Tercer lugar | Tercer lugar     | Tercer lugar | Tercer lugar | Tercer lugar | Tercer lugar | Tercer lugar | Tercer lugar | Tercer lugar | Tercer lugar | Tercer lugar | Tercer lugar | Tercer lugar      |
| N.°          | Fecha        | Hora         | Árbitros         | Equipo 1     | Res.         | Equipo 2     | Set 1        | Set 2        | Set 3        | Set 4        | Set 5        | Total        | Duración     | MVP               |
| ------------ | ------------ | ------------ | ---------------- | ------------ | ------------ | ------------ | ------------ | ------------ | ------------ | ------------ | ------------ | ------------ | ------------ | ----------------- |
| 119          | 19 de abril  | 15:00        | Herbert Gonzales | Géminis      | 3-2          | Regatas Lima | 23-25        | 25-13        | 20-25        | 29-27        | 15-10        | 112-100      | 2.16         | Florangel Terrero |
| 121          | 21 de abril  | 15:00        | José Vásquez     | Regatas Lima | 1-3          | Géminis      | 23-25        | 25-18        | 18-25        | 18-25        | x            | 84-93        | 1.46         | Lisvel Eve        |

### Gran final
En la gran final de la temporada de la Liga Nacional Superior de Voleibol (LNSV) 2023-2024, los dos mejores equipos, USMP y Alianza Lima, se enfrentaron en una serie intensa que culminó con la victoria de Alianza Lima, logrando su primer título en la LNSV. La USMP llegó a la final de manera invicta, con un impresionante récord de 22 triunfos, mientras que Alianza Lima tuvo 20 triunfos y 3 derrotas en la temporada regular. En los enfrentamientos previos a la final, las santas habían vencido dos veces a las blanquiazules por 3 sets a 2.  
En el primer partido de la final, la USMP nuevamente derrotó a Alianza Lima por 3-2. Destacaron Maëva Orlé con 31 puntos y Brenda Lobatón con 24 puntos en la victoria. Sin embargo, este partido estuvo marcado por el mal comportamiento del estratega del equipo santo, lo que resultó en la suspensión por tres meses de los técnicos brasileños Vinícius Gamino y Rafael Petry.    
En el segundo encuentro, el cuadro de La Victoria respondió contundentemente derrotando a la USMP por 3-0, siendo la primera derrota de la temporada para el equipo santo. Aixa Vigil con 16 puntos e Ysabella Sánchez con 15 puntos fueron las más destacadas en el triunfo de Alianza Lima. Debido a las suspensiones de Petry y Gamino, sus asistentes técnicos Gaspar Vicuña y Diego Recavarren, respectivamente, se encargaron de la dirección de sus equipos. De esta manera, las blanquiazules igualaron la serie y definirían el título en el extra game.      
Finalmente, en el decisivo extra game, Alianza Lima se impuso por 3-1 sobre San Martín, logrando su cuarto título nacional y su primer campeonato de la LNSV, tras 31 años sin poder campeonar. Fernanda Tomé con 22 puntos y Maëva Orlé con 21 puntos fueron las máximas anotadoras del encuentro. En la premiación del torneo, Maëva Orlé fue nombrada MVP de la LNSV 2023-2024, destacando por sus 456 puntos (51 de bloqueo) y 22 aces.       
Cuadro
|  | Cuartos de final               | Cuartos de final               | Cuartos de final               | Cuartos de final               |   |                  | Semifinales                    | Semifinales                    | Semifinales                    | Semifinales                    |  |          | Gran final                     | Gran final                     | Gran final                     | Gran final                     |  |
|  | Del 30 de marzo al 10 de abril | Del 30 de marzo al 10 de abril | Del 30 de marzo al 10 de abril | Del 30 de marzo al 10 de abril |   |                  | Del 13 de abril al 17 de abril | Del 13 de abril al 17 de abril | Del 13 de abril al 17 de abril | Del 13 de abril al 17 de abril |  |          | Del 19 de abril al 28 de abril | Del 19 de abril al 28 de abril | Del 19 de abril al 28 de abril | Del 19 de abril al 28 de abril |  |
|  |                                |                                |                                |                                |   |                  |                                |                                |                                |                                |  |          |                                |                                |                                |                                |  |
|  |                                |                                |                                |                                |   |                  |                                |                                |                                |                                |  |          |                                |                                |                                |                                |  |
|  | (1) USMP                       | 3                              | 3                              | x                              |   |                  |                                |                                |                                |                                |  |          |                                |                                |                                |                                |  |
|  | (1) USMP                       | 3                              | 3                              | x                              |   |                  |                                |                                |                                |                                |  |          |                                |                                |                                |                                |  |
|  | (8) Deportivo Soan             | 0                              | 0                              | x                              |   |                  |                                |                                |                                |                                |  |          |                                |                                |                                |                                |  |
|  | (8) Deportivo Soan             | 0                              | 0                              | x                              |   | (1) USMP         | 3                              | 3                              | x                              |                                |  |          |                                |                                |                                |                                |  |
|  |                                |                                |                                |                                |   | (1) USMP         | 3                              | 3                              | x                              |                                |  |          |                                |                                |                                |                                |  |
|  |                                |                                | (5) Géminis                    | 1                              | 2 | x                |                                |                                |                                |                                |  |          |                                |                                |                                |                                |  |
|  | (4) Rebaza Acosta              | 3                              | (5) Géminis                    | 1                              | 2 | x                | 0                              | 1                              |                                |                                |  |          |                                |                                |                                |                                |  |
|  | (4) Rebaza Acosta              | 3                              |                                |                                |   |                  |                                |                                |                                |                                |  |          |                                |                                |                                |                                |  |
|  | (5) Géminis                    | 2                              | 3                              | 3                              |   |                  |                                |                                |                                |                                |  |          |                                |                                |                                |                                |  |
|  | (5) Géminis                    | 2                              | 3                              | 3                              |   |                  |                                |                                |                                |                                |  | (1) USMP | 3                              | 0                              | 1                              |                                |  |
|  |                                |                                |                                |                                |   |                  |                                |                                |                                |                                |  | (1) USMP | 3                              | 0                              | 1                              |                                |  |
|  |                                |                                | (2) Alianza Lima               | 2                              | 3 | 3                |                                |                                |                                |                                |  |          |                                |                                |                                |                                |  |
|  | (2) Alianza Lima               | 3                              | (2) Alianza Lima               | 2                              | 3 | 3                | 3                              | x                              |                                |                                |  |          |                                |                                |                                |                                |  |
|  | (2) Alianza Lima               | 3                              |                                |                                |   |                  |                                |                                |                                |                                |  |          |                                |                                |                                |                                |  |
|  | (7) Universitario              | 1                              | 1                              | x                              |   |                  |                                |                                |                                |                                |  |          |                                |                                |                                |                                |  |
|  | (7) Universitario              | 1                              | 1                              | x                              |   | (2) Alianza Lima | 2                              | 3                              | 3                              |                                |  |          |                                |                                |                                |                                |  |
|  |                                |                                |                                |                                |   | (2) Alianza Lima | 2                              | 3                              | 3                              |                                |  |          |                                |                                |                                |                                |  |
|  |                                |                                | (3) Regatas Lima               | 3                              | 0 | 1                |                                |                                |                                |                                |  |          |                                |                                |                                |                                |  |
|  | (3) Regatas Lima               | 3                              | (3) Regatas Lima               | 3                              | 0 | 1                | 3                              | x                              |                                |                                |  |          |                                |                                |                                |                                |  |
|  | (3) Regatas Lima               | 3                              |                                |                                |   |                  |                                |                                |                                |                                |  |          |                                |                                |                                |                                |  |
|  | (6) CS Italiano                | 0                              | 1                              | x                              |   |                  |                                |                                |                                |                                |  |          |                                |                                |                                |                                |  |
|  | (6) CS Italiano                | 0                              | 1                              | x                              |   |                  |                                |                                |                                |                                |  |          |                                |                                |                                |                                |  |
|  |                                |                                |                                |                                |   |                  |                                |                                |                                |                                |  |          |                                |                                |                                |                                |  |

Resultados
| N.° | Fecha       | Hora  | Árbitros       | Equipo 1     | Res. | Equipo 2     | Set 1 | Set 2 | Set 3 | Set 4 | Set 5 | Total   | Duración | MVP               |
| --- | ----------- | ----- | -------------- | ------------ | ---- | ------------ | ----- | ----- | ----- | ----- | ----- | ------- | -------- | ----------------- |
| 120 | 19 de abril | 17:30 | José Vásquez   | USMP         | 3-2  | Alianza Lima | 25-20 | 20-25 | 25-22 | 25-27 | 16-14 | 111-108 | 2.23     | Fernanda Tomé     |
| 122 | 21 de abril | 17:30 | Walter Vera    | Alianza Lima | 3-0  | USMP         | 25-18 | 25-22 | 25-22 | x     | x     | 75-62   | 1.32     | Esmeralda Sánchez |
| 123 | 28 de abril | 17:30 | Rocío Huarcaya | USMP         | 1-3  | Alianza Lima | 20-25 | 25-23 | 18-25 | 23-25 | x     | 86-98   | 2.05     | Maëva Orlé        |

## Podio de la LNSV 2023-2024
| Campeón       | Subcampeón              | Tercero                  |
| Alianza Lima  | USMP                    | Géminis                  |
| Primer título | Cuarta medalla de plata | Cuarta medalla de bronce |

## Posiciones finales
| Posiciones finales de la LNSV 2023-2024                                                                                         | Posiciones finales de la LNSV 2023-2024 | Posiciones finales de la LNSV 2023-2024 | Posiciones finales de la LNSV 2023-2024 | Posiciones finales de la LNSV 2023-2024 | Posiciones finales de la LNSV 2023-2024 | Posiciones finales de la LNSV 2023-2024 | Posiciones finales de la LNSV 2023-2024 | Posiciones finales de la LNSV 2023-2024 | Posiciones finales de la LNSV 2023-2024 | Posiciones finales de la LNSV 2023-2024 | Posiciones finales de la LNSV 2023-2024 | Posiciones finales de la LNSV 2023-2024 | Posiciones finales de la LNSV 2023-2024 | Posiciones finales de la LNSV 2023-2024 | Posiciones finales de la LNSV 2023-2024 | Posiciones finales de la LNSV 2023-2024 | Posiciones finales de la LNSV 2023-2024 | Posiciones finales de la LNSV 2023-2024 | Posiciones finales de la LNSV 2023-2024 |
| Pos. | Equipos                                 | Puntajes                                | %                                       | Partidos                                | Partidos                                | Partidos                                | Resultados                              | Resultados                              | Resultados                              | Resultados                              | Resultados                              | Resultados                              | Sets                                    | Sets                                    | Sets                                    | Puntos                                  | Puntos                                  | Puntos                                  | Detalle                                 |
| Pos. | Equipos                                 | Puntajes                                | %                                       | PJ                                      | PG                                      | PP                                      | 3-0                                     | 3-1                                     | 3-2                                     | 2-3                                     | 1-3                                     | 0-3                                     | SG                                      | SP                                      | Ratio                                   | PG                                      | PP                                      | Ratio                                   | Detalle                                 |
| --- | --------------------------------------- | --------------------------------------- | --------------------------------------- | --------------------------------------- | --------------------------------------- | --------------------------------------- | --------------------------------------- | --------------------------------------- | --------------------------------------- | --------------------------------------- | --------------------------------------- | --------------------------------------- | --------------------------------------- | --------------------------------------- | --------------------------------------- | --------------------------------------- | --------------------------------------- | --------------------------------------- | --------------------------------------- |
| Medalla de oro | Alianza Lima                            | 70*                                     | 88.5                                    | 26                                      | 22                                      | 4                                       | 10                                      | 11                                      | 1                                       | 4                                       |                                         |                                         | 74                                      | 25                                      | 3.273                                   | 2333                                    | 1938                                    | 1.204                                   | Campeón                                 |
| Medalla de plata | USMP                                    | 66*                                     | 85.3                                    | 25                                      | 23                                      | 2                                       | 13                                      | 5                                       | 5                                       |                                         | 1                                       | 1                                       | 70                                      | 21                                      | 3.526                                   | 2171                                    | 1766                                    | 1.229                                   | Subcampeón                              |
| Medalla de bronce | Géminis                                 | 43                                      | 57.3                                    | 25                                      | 14                                      | 11                                      | 6                                       | 5                                       | 3                                       | 4                                       | 6                                       | 1                                       | 56                                      | 44                                      | 1.273                                   | 2202                                    | 2123                                    | 1.037                                   | Tercero                                 |
| 4° | Regatas Lima                            | 51                                      | 68.0                                    | 25                                      | 17                                      | 8                                       | 8                                       | 6                                       | 3                                       | 3                                       | 2                                       | 3                                       | 59                                      | 36                                      | 1.639                                   | 2185                                    | 1948                                    | 1.122                                   | Mantienen la categoría                  |
| 5° | Universitario                           | 28                                      | 42.4                                    | 22                                      | 10                                      | 12                                      | 4                                       | 3                                       | 3                                       | 1                                       | 7                                       | 4                                       | 39                                      | 45                                      | 0.867                                   | 1797                                    | 1844                                    | 0.975                                   | Mantienen la categoría                  |
| 6° | Rebaza Acosta                           | 31                                      | 44.9                                    | 23                                      | 11                                      | 12                                      | 6                                       | 2                                       | 3                                       | 1                                       | 5                                       | 6                                       | 40                                      | 44                                      | 0.909                                   | 1835                                    | 1790                                    | 1.025                                   | Mantienen la categoría                  |
| 7° | CS Italiano                             | 25                                      | 37.9                                    | 22                                      | 8                                       | 14                                      | 7                                       |                                         | 1                                       | 2                                       | 7                                       | 5                                       | 35                                      | 44                                      | 0.795                                   | 1637                                    | 1760                                    | 0.930                                   | Mantienen la categoría                  |
| 8° | Deportivo Soan                          | 17                                      | 25.8                                    | 22                                      | 4                                       | 18                                      | 2                                       | 2                                       |                                         | 5                                       | 3                                       | 10                                      | 25                                      | 56                                      | 0.446                                   | 1617                                    | 1829                                    | 0.884                                   | Mantienen la categoría                  |
| 9° | Olva Latino                             | 20                                      | 47.6                                    | 14                                      | 7                                       | 7                                       | 3                                       | 2                                       | 2                                       | 1                                       |                                         | 6                                       | 23                                      | 27                                      | 0.852                                   | 1024                                    | 1095                                    | 0.935                                   | Mantienen la categoría                  |
| 10° | ACD Túpac Amaru                         | 10                                      | 23.8                                    | 14                                      | 3                                       | 11                                      | 3                                       |                                         |                                         | 1                                       | 4                                       | 6                                       | 15                                      | 33                                      | 0.455                                   | 903                                     | 1096                                    | 0.824                                   | Mantienen la categoría                  |
| 11° | Deportivo Wanka                         | 10                                      | 23.8                                    | 14                                      | 4                                       | 10                                      | 1                                       | 1                                       | 2                                       |                                         | 2                                       | 8                                       | 14                                      | 35                                      | 0.400                                   | 989                                     | 1114                                    | 0.888                                   | Revalidación                            |
| 12° | Deportivo Alianza                       | 1                                       | 2.4                                     | 14                                      | 0                                       | 14                                      |                                         |                                         |                                         | 1                                       |                                         | 13                                      | 2                                       | 42                                      | 0.048                                   | 689                                     | 1079                                    | 0.639                                   | Desciende a la LNIV 2025                |
| *Alianza Lima tuvo 1 punto de bonificación en el octogonal, mientras que la USMP tuvo 2 puntos de bonificación en el octogonal. |                                         |                                         |                                         |                                         |                                         |                                         |                                         |                                         |                                         |                                         |                                         |                                         |                                         |                                         |                                         |                                         |                                         |                                         |                                         |

## Equipos Ideales
Los Equipos Ideales consideran 14 jugadoras cada uno, conformados por un equipo titular y un equipo suplente.
La distribución de las jugadoras es la siguiente: 4 atacantes, 4 centrales, 2 armadoras, 2 opuestas y 2 líberos.
     Titulares.      Suplentes.
- La información está actualizada hasta el 28 de abril de 2024.

| Equipo Ideal de la Etapa 1 | Equipo Ideal de la Etapa 1 | Equipo Ideal de la Etapa 1 | Equipo Ideal de la Etapa 1 | Equipo Ideal de la Etapa 1 | Equipo Ideal de la Etapa 1 |
| N.°                        | Posición                   | Voleibolista               | Dorsal                     | Equipo                     | Partidos MVP               |
| -------------------------- | -------------------------- | -------------------------- | -------------------------- | -------------------------- | -------------------------- |
| 1                          | Atacante 1                 | Fernanda Tomé              | 8                          | USMP                       | 2                          |
| 2                          | Atacante 2                 | Alondra Tapia              | 5                          | Géminis                    | 2                          |
| 3                          | Central 1                  | Flavia Montes              | 14                         | Regatas Lima               | 2                          |
| 4                          | Central 2                  | Lesly Johansson            | 16                         | CS Italiano                | 1                          |
| 5                          | Armadora 1                 | Dayanne Cure               | 5                          | Rebaza Acosta              | -                          |
| 6                          | Opuesta 1                  | Sandra Ostos               | 8                          | CS Italiano                | -                          |
| 7                          | Líbero 1                   | Miriam Patiño              | 10                         | Regatas Lima               | 1                          |
| 8                          | Atacante 3                 | Sarah Cruz                 | 8                          | Alianza Lima               | 1                          |
| 9                          | Atacante 4                 | Lisvel Eve                 | 23                         | Géminis                    | 2                          |
| 10                         | Central 3                  | Maricarmen Guerrero        | 4                          | Alianza Lima               | 2                          |
| 11                         | Central 4                  | Darlevis Mosquera          | 1                          | CS Italiano                | 2                          |
| 12                         | Armadora 2                 | Marina Scherer             | 3                          | Alianza Lima               | -                          |
| 13                         | Opuesta 2                  | María Rodríguez            | 5                          | Universitario              | 1                          |
| 14                         | Líbero 2                   | Almendra Escobedo          | 6                          | Rebaza Acosta              | -                          |

| Equipo Ideal de la Etapa 2 | Equipo Ideal de la Etapa 2 | Equipo Ideal de la Etapa 2 | Equipo Ideal de la Etapa 2 | Equipo Ideal de la Etapa 2 | Equipo Ideal de la Etapa 2 |
| N.°                        | Posición                   | Voleibolista               | Dorsal                     | Equipo                     | Partidos MVP               |
| -------------------------- | -------------------------- | -------------------------- | -------------------------- | -------------------------- | -------------------------- |
| 1                          | Atacante 1                 | Fernanda Tomé              | 8                          | USMP                       | 2                          |
| 2                          | Atacante 2                 | Julibeth Payano            | 8                          | Deportivo Soan             | -                          |
| 3                          | Central 1                  | Flavia Montes              | 14                         | Regatas Lima               | 3                          |
| 4                          | Central 2                  | Florangel Terrero          | 6                          | Géminis                    | 1                          |
| 5                          | Armadora 1                 | Carolina Takahashi         | 2                          | Regatas Lima               | -                          |
| 6                          | Opuesta 1                  | Kortlyn Henderson          | 9                          | Deportivo Soan             | -                          |
| 7                          | Líbero 1                   | Katherine Velasco          | 7                          | ACD Túpac Amaru            | -                          |
| 8                          | Atacante 3                 | Brenda Lobatón             | 4                          | USMP                       | -                          |
| 9                          | Atacante 4                 | Lisvel Eve                 | 23                         | Géminis                    | 1                          |
| 10                         | Central 3                  | Lesly Johansson            | 16                         | CS Italiano                | 1                          |
| 11                         | Central 4                  | Clarivett Yllescas         | 11                         | Alianza Lima               | 2                          |
| 12                         | Armadora 2                 | Marina Scherer             | 3                          | Alianza Lima               | 2                          |
| 13                         | Opuesta 2                  | Maëva Orlé                 | 10                         | Alianza Lima               | 1                          |
| 14                         | Líbero 2                   | Miriam Patiño              | 10                         | Regatas Lima               | -                          |

| Equipo Ideal de las Etapas 3 y 4 | Equipo Ideal de las Etapas 3 y 4 | Equipo Ideal de las Etapas 3 y 4 | Equipo Ideal de las Etapas 3 y 4 | Equipo Ideal de las Etapas 3 y 4 | Equipo Ideal de las Etapas 3 y 4 |
| N.°                              | Posición                         | Voleibolista                     | Dorsal                           | Equipo                           | Partidos MVP                     |
| -------------------------------- | -------------------------------- | -------------------------------- | -------------------------------- | -------------------------------- | -------------------------------- |
| 1                                | Atacante 1                       | Lisvel Eve                       | 23                               | Géminis                          | -                                |
| 2                                | Atacante 2                       | Julibeth Payano                  | 8                                | Deportivo Soan                   | -                                |
| 3                                | Central 1                        | Kaylee Oscarson                  | 18                               | Regatas Lima                     | 1                                |
| 4                                | Central 2                        | Flavia Montes                    | 14                               | Regatas Lima                     | 1                                |
| 5                                | Armadora 1                       | Shiamara Almeida                 | 19                               | USMP                             | 1                                |
| 6                                | Opuesta 1                        | Maëva Orlé                       | 10                               | Alianza Lima                     | 1                                |
| 7                                | Líbero 1                         | Esmeralda Sánchez                | 21                               | Alianza Lima                     | -                                |
| 8                                | Atacante 3                       | Fernanda Tomé                    | 8                                | USMP                             | 1                                |
| 9                                | Atacante 4                       | Rupia Inck                       | 18                               | Rebaza Acosta                    | 1                                |
| 10                               | Central 3                        | Darlevis Mosquera                | 1                                | CS Italiano                      | 1                                |
| 11                               | Central 4                        | Viviane Goes                     | 10                               | Universitario                    | -                                |
| 12                               | Armadora 2                       | Alexandra Muñoz                  | 6                                | Regatas Lima                     | -                                |
| 13                               | Opuesta 2                        | Eliana Pérez                     | 12                               | USMP                             | -                                |
| 14                               | Líbero 2                         | Miriam Patiño                    | 10                               | Regatas Lima                     | -                                |

| Equipo Ideal de la LNSV 2023-2024 | Equipo Ideal de la LNSV 2023-2024 | Equipo Ideal de la LNSV 2023-2024 | Equipo Ideal de la LNSV 2023-2024 | Equipo Ideal de la LNSV 2023-2024 | Equipo Ideal de la LNSV 2023-2024 |
| N.°                               | Posición                          | Voleibolista                      | Dorsal                            | Equipo                            | Partidos MVP                      |
| --------------------------------- | --------------------------------- | --------------------------------- | --------------------------------- | --------------------------------- | --------------------------------- |
| 1                                 | Atacante 1                        | Fernanda Tomé                     | 8                                 | USMP                              |                                   |
| 2                                 | Atacante 2                        | Ysabella Sánchez                  | 18                                | Alianza Lima                      |                                   |
| 3                                 | Central 1                         | Flavia Montes                     | 14                                | Regatas Lima                      |                                   |
| 4                                 | Central 2                         | Florangel Terrero                 | 6                                 | Géminis                           |                                   |
| 5                                 | Armadora 1                        | Marina Scherer                    | 3                                 | Alianza Lima                      |                                   |
| 6                                 | Opuesta 1                         | Maëva Orlé                        | 10                                | Alianza Lima                      |                                   |
| 7                                 | Líbero 1                          | Miriam Patiño                     | 10                                | Regatas Lima                      |                                   |
| 8                                 | Atacante 3                        | Brenda Lobatón                    | 4                                 | USMP                              |                                   |
| 9                                 | Atacante 4                        | Rupia Inck                        | 18                                | Rebaza Acosta                     |                                   |
| 10                                | Central 3                         | Lesly Johansson                   | 16                                | CS Italiano                       |                                   |
| 11                                | Central 4                         | Maricarmen Guerrero               | 4                                 | Alianza Lima                      |                                   |
| 12                                | Armadora 2                        | Shiamara Almeida                  | 19                                | USMP                              |                                   |
| 13                                | Opuesta 2                         | María Rodríguez                   | 5                                 | Universitario                     |                                   |
| 14                                | Líbero 2                          | Estefany Mariñas                  | 1                                 | Géminis                           |                                   |

## Premios individuales
| Premios individuales de la LNSV 2023-2024 | Premios individuales de la LNSV 2023-2024 | Premios individuales de la LNSV 2023-2024 | Premios individuales de la LNSV 2023-2024 | Premios individuales de la LNSV 2023-2024 | Premios individuales de la LNSV 2023-2024 |
| Categoría                                 | Jugadora                                  | Camiseta                                  | Posición en la cancha                     | Equipo                                    | Detalle                                   |
| ----------------------------------------- | ----------------------------------------- | ----------------------------------------- | ----------------------------------------- | ----------------------------------------- | ----------------------------------------- |
| MVP de la Liga                            | Maëva Orlé                                | 10                                        | Opuesta                                   | Alianza Lima                              | 456 puntos (51 de bloqueo) y 22 aces      |
| Máxima Anotadora                          | Alondra Tapia                             | 5                                         | Opuesta                                   | Géminis                                   | 474 puntos                                |
| Mejor Ataque                              | Fernanda Tomé                             | 8                                         | Receptora                                 | USMP                                      | 5,13 puntos/sets                          |
| Mejor Armadora                            | Marina Scherer                            | 3                                         | Armadora                                  | Alianza Lima                              | -                                         |
| Mejor Recepción                           | Miriam Patiño                             | 10                                        | Líbero                                    | Regatas Lima                              | 68 % eficacia                             |
| Mejor Bloqueo                             | Flavia Montes                             | 14                                        | Bloqueadora central                       | Regatas Lima                              | 98 puntos de bloqueo                      |
| Mejor Servicio                            | Brenda Lobatón                            | 4                                         | Receptora                                 | USMP                                      | 33 aces                                   |
| Mejor Líbero                              | Pamela Cuya                               | 9                                         | Líbero                                    | USMP                                      | 56 % eficacia                             |

## Estadísticas
Máximas anotadoras
- La información está actualizada hasta el 28 de abril de 2024, según la página de estadísticas de la LNSV 2023-2024.

| Máximas anotadoras de la temporada | Máximas anotadoras de la temporada | Máximas anotadoras de la temporada | Máximas anotadoras de la temporada | Máximas anotadoras de la temporada | Máximas anotadoras de la temporada | Máximas anotadoras de la temporada | Máximas anotadoras de la temporada | Máximas anotadoras de la temporada | Máximas anotadoras de la temporada | Máximas anotadoras de la temporada |
| Pos.                               | Jugadoras                          | Dorsal                             | Posición en cancha                 | Equipos                            | Etapa 1                            | Etapa 2                            | Etapa 3: CF                        | Etapa 4: Semis                     | Etapa 5: Finales                   | Temporada 2023-24                  |
| ---------------------------------- | ---------------------------------- | ---------------------------------- | ---------------------------------- | ---------------------------------- | ---------------------------------- | ---------------------------------- | ---------------------------------- | ---------------------------------- | ---------------------------------- | ---------------------------------- |
| 1°                                 | Alondra Tapia                      | 5                                  | Opuesta                            | Géminis                            | 220 puntos                         | 112 puntos                         | 42 puntos                          | 52 puntos                          | 48 puntos                          | 474 puntos                         |
| 2°                                 | Fernanda Tomé                      | 8                                  | Receptora                          | USMP                               | 195 puntos                         | 131 puntos                         | 30 puntos                          | 50 puntos                          | 56 puntos                          | 462 puntos                         |
| 3°                                 | Maëva Orlé                         | 10                                 | Opuesta                            | Alianza Lima                       | 173 puntos                         | 120 puntos                         | 32 puntos                          | 68 puntos                          | 63 puntos                          | 456 puntos                         |
| 4°                                 | Ysabella Sánchez                   | 18                                 | Receptora                          | Alianza Lima                       | 130 puntos                         | 96 puntos                          | 16 puntos                          | 54 puntos                          | 39 puntos                          | 335 puntos                         |
| 5°                                 | Rupia Inck                         | 18                                 | Receptora                          | Rebaza Acosta                      | 138 puntos                         | 111 puntos                         | 44 puntos                          | 16 puntos                          | 16 puntos                          | 325 puntos                         |
| 6°                                 | Brenda Lobatón                     | 4                                  | Receptora                          | USMP                               | 139 puntos                         | 97 puntos                          | 14 puntos                          | 29 puntos                          | 46 puntos                          | 325 puntos                         |
| 7°                                 | Julibeth Payano                    | 8                                  | Receptora                          | Deportivo Soan                     | 171 puntos                         | 107 puntos                         | 28 puntos                          | -                                  | -                                  | 306 puntos                         |
| 8°                                 | Flavia Montes                      | 14                                 | Bloqueadora central                | Regatas Lima                       | 124 puntos                         | 102 puntos                         | 25 puntos                          | 30 puntos                          | 14 puntos                          | 295 puntos                         |
| 9°                                 | Florangel Terrero                  | 6                                  | Bloqueadora central                | Géminis                            | 118 puntos                         | 91 puntos                          | 45 puntos                          | 10 puntos                          | 30 puntos                          | 294 puntos                         |
| 10°                                | Lisvel Eve                         | 23                                 | Receptora                          | Géminis                            | 69 puntos                          | 107 puntos                         | 54 puntos                          | 26 puntos                          | 33 puntos                          | 289 puntos                         |

Mejores bloqueadoras
- La información está actualizada hasta el 28 de abril de 2024, según la página de estadísticas de la LNSV 2023-2024.

| Mejores bloqueadoras de la temporada | Mejores bloqueadoras de la temporada | Mejores bloqueadoras de la temporada | Mejores bloqueadoras de la temporada | Mejores bloqueadoras de la temporada | Mejores bloqueadoras de la temporada | Mejores bloqueadoras de la temporada | Mejores bloqueadoras de la temporada | Mejores bloqueadoras de la temporada | Mejores bloqueadoras de la temporada | Mejores bloqueadoras de la temporada |
| Pos.                                 | Jugadoras                            | Dorsal                               | Posición en cancha                   | Equipos                              | Etapa 1                              | Etapa 2                              | Etapa 3: CF                          | Etapa 4: Semis                       | Etapa 5: Finales                     | Temporada 2023-24                    |
| ------------------------------------ | ------------------------------------ | ------------------------------------ | ------------------------------------ | ------------------------------------ | ------------------------------------ | ------------------------------------ | ------------------------------------ | ------------------------------------ | ------------------------------------ | ------------------------------------ |
| 1°                                   | Flavia Montes                        | 14                                   | Bloqueadora central                  | Regatas Lima                         | 34 puntos                            | 36 puntos                            | 12 puntos                            | 10 puntos                            | 6 puntos                             | 98 puntos                            |
| 2°                                   | Clarivett Yllescas                   | 11                                   | Bloqueadora central                  | Alianza Lima                         | 16 puntos                            | 21 puntos                            | 3 puntos                             | 3 puntos                             | 9 puntos                             | 52 puntos                            |
| 3°                                   | Maëva Orlé                           | 10                                   | Opuesta                              | Alianza Lima                         | 24 puntos                            | 12 puntos                            | 3 puntos                             | 7 puntos                             | 5 puntos                             | 51 puntos                            |
| 4°                                   | Florangel Terrero                    | 6                                    | Bloqueadora central                  | Géminis                              | 19 puntos                            | 10 puntos                            | 6 puntos                             | 3 puntos                             | 12 puntos                            | 50 puntos                            |
| 5°                                   | Fernanda Tomé                        | 8                                    | Receptora                            | USMP                                 | 20 puntos                            | 17 puntos                            | 4 puntos                             | 3 puntos                             | 6 puntos                             | 50 puntos                            |
| 6°                                   | Milagros Hernandez                   | 11                                   | Bloqueadora central                  | Rebaza Acosta                        | 20 puntos                            | 18 puntos                            | 9 puntos                             | 1 punto                              | 1 punto                              | 49 puntos                            |
| 7°                                   | Darlevis Mosquera                    | 1                                    | Bloqueadora central                  | CS Italiano                          | 23 puntos                            | 13 puntos                            | 7 puntos                             | 5 puntos                             | -                                    | 48 puntos                            |
| 8°                                   | Viviane Goes                         | 10                                   | Bloqueadora central                  | Universitario                        | 22 puntos                            | 12 puntos                            | 5 puntos                             | 7 puntos                             | 2 puntos                             | 48 puntos                            |
| 9°                                   | Kaylee Oscarson                      | 18                                   | Bloqueadora central                  | Regatas Lima                         | 3 puntos                             | 17 puntos                            | 7 puntos                             | 16 puntos                            | 5 puntos                             | 48 puntos                            |
| 10°                                  | Maricarmen Guerrero                  | 4                                    | Bloqueadora central                  | Alianza Lima                         | 26 puntos                            | 11 puntos                            | 4 puntos                             | 1 punto                              | 4 punto                              | 46 puntos                            |

Mejores sacadoras
- La información está actualizada hasta el 28 de abril de 2024, según la página de estadísticas de la LNSV 2023-2024.

| Mejores sacadoras de la temporada | Mejores sacadoras de la temporada | Mejores sacadoras de la temporada | Mejores sacadoras de la temporada | Mejores sacadoras de la temporada | Mejores sacadoras de la temporada | Mejores sacadoras de la temporada | Mejores sacadoras de la temporada | Mejores sacadoras de la temporada | Mejores sacadoras de la temporada | Mejores sacadoras de la temporada |
| Pos.                              | Jugadoras                         | Dorsal                            | Posición en cancha                | Equipos                           | Etapa 1                           | Etapa 2                           | Etapa 3: CF                       | Etapa 4: Semis                    | Etapa 5: Finales                  | Temporada 2023-24                 |
| --------------------------------- | --------------------------------- | --------------------------------- | --------------------------------- | --------------------------------- | --------------------------------- | --------------------------------- | --------------------------------- | --------------------------------- | --------------------------------- | --------------------------------- |
| 1°                                | Brenda Lobatón                    | 4                                 | Receptora                         | USMP                              | 12 aces                           | 13 aces                           | 2 aces                            | 2 aces                            | 4 aces                            | 33 aces                           |
| 2°                                | Sandra Ostos                      | 8                                 | Receptora                         | CS Italiano                       | 19 aces                           | 3 aces                            | 2 aces                            | 4 aces                            | -                                 | 28 aces                           |
| 3°                                | Fernanda Tomé                     | 8                                 | Receptora                         | USMP                              | 9 aces                            | 13 aces                           | -                                 | 3 aces                            | 1 ace                             | 26 aces                           |
| 4°                                | Julibeth Payano                   | 8                                 | Receptora                         | Deportivo Soan                    | 10 aces                           | 12 aces                           | 3 aces                            | -                                 | -                                 | 25 aces                           |
| 5°                                | Lesly Johansson                   | 16                                | Bloqueadora central               | CS Italiano                       | 14 aces                           | 7 aces                            | 1 ace                             | 3 aces                            | -                                 | 25 aces                           |
| 6°                                | Florangel Terrero                 | 6                                 | Bloqueadora central               | Géminis                           | 12 aces                           | 10 aces                           | 2 aces                            | -                                 | 1 ace                             | 25 aces                           |
| 7°                                | Maëva Orlé                        | 10                                | Opuesta                           | Alianza Lima                      | 6 aces                            | 4 aces                            | 3 aces                            | 5 aces                            | 4 aces                            | 22 aces                           |
| 8°                                | Lisvel Eve                        | 23                                | Receptora                         | Géminis                           | 9 aces                            | 6 aces                            | 3 aces                            | 2 aces                            | 2 aces                            | 22 aces                           |
| 9°                                | María Rodríguez                   | 5                                 | Opuesta                           | Universitario                     | 16 aces                           | 3 aces                            | 1 ace                             | -                                 | 2 aces                            | 22 aces                           |
| 10°                               | Rupia Inck                        | 18                                | Receptora                         | Rebaza Acosta                     | 6 aces                            | 7 aces                            | 4 aces                            | -                                 | 4 aces                            | 21 aces                           |

## Anécdotas

###### Show de las Estrellas 2023-24
El 6 de febrero de 2024, la FPV anunció que esta temporada no se realizaría el "Partido de las Estrellas" sino el "Show de las Estrellas", evento que se iba a realizar el domingo 11 de febrero desde las 3 p. m. en el Polideportivo de Villa El Salvador, pero, un día después, la misma FPV emitió un comunicado a la opinión pública cancelando el show.  
"Ante la imposibilidad de contar con las principales figuras de algunos de los clubes de la Liga Nacional de Vóley Femenino Apuesta Total, hecho que desvirtuaría el Show de las Estrellas, la Federación Peruana de Vóleibol se ve obligada a cancelar dicha actividad programada para el domingo 11 del presente mes", explicaba el comunicado de la FPV.  
El show cancelado iba a ser "un recreativo espectáculo para los aficionados habrá (...) en las instalaciones del Polideportivo Legado de Villa El Salvador (...), donde las voleibolistas extranjeras y nacionales formarán, indistintamente de sus clubes, cuatro equipos que se enfrentarán entre ellas un set en cada choque", a diferencia del Partido de las Estrellas de la LNSV 2022-2023, cuando las mejores jugadoras extranjeras de la Liga vencieron a las jugadoras peruanas.  

###### Dominio blanquiazul
Alianza Lima no solo salió campeón en esta temporada, sino que también dominó a Universitario, su histórico rival deportivo. En los cuatro duelos disputados entre ambos equipos, Alianza Lima venció por 3 sets a 1 en todos los partidos. Pese a no vencer a las blanquiazules en la temporada, el regreso de las cremas a la LNSV fue positivo desde el punto de vista competitivo y económico. El primer partido entre Alianza Lima y Universitario marcó algunas cifras históricas para la LNSV. Según Infobae Perú, "fueron alrededor de 4.500 los boletos adquiridos para este primer duelo entre ‘blanquiazules’ y ‘cremas’ en la temporada; es decir, hubo esa cantidad aproximada de asistentes en el coliseo por primera vez en la historia de la Liga Nacional de Vóley". Asimismo, "la prensa también jugó un papel importante en el encuentro, ya que marcaron presencia 92 periodistas de 68 medios diferentes (...). Según se pudo contrastar con la FPV, nunca antes se había alcanzado esa cifra en el campeonato local de este deporte".